# كابيرنت ساوفيجنون
كابيرنت ساوفيجنون (
نطق فرنسي: [kabɛʁnɛ soviˈɲɔ̃]
)، أحد أصناف العنب الأحمر الذي يصنع منه النبيذ الأكثر شهرة في العالم. يزرع في الدول المنتجة للنبيذ، بين مجموعة متنوعة من المناخ، حيث يزرع من وادي أوكاناجان في كندا إلي وادي البقاع في لبنان. أصبح عنب كابيرنت ساوفيجنون معروفا دوليا بسبب شهرته في نبيذ بوردو، غالبا ما يتم مزجه مع ميرلو وكابيرنت الفرنك. لم تنحصر شهرة العنب في فرنسا وإسبانيا فقط، بل امتدت لتصل إلى جميع أنحاء أوروبا والعالم الجديد، بعد أن أوجد لنفسه عشاق من دول مختلفة مثل جبال سانتا كروز في كاليفورنيا وباسو روبلز ووادي نابا وخليج هوكس بنيوزيلاندا ومنطقة ستيلينبوش في جنوب أفريقيا ونهر مارجريت الأسترالي ومناطق كوناوارا ووادي مايبو في تشيلي وكولتشاجوا.
كان عنب النبيذ الأحمر الأكثر شهرة وانتشارا في العالم خلال القرن العشرين، حتى جاء ميرلو في التسعينيات وتفوق عليه. في عام 2015، عاد كابيرنت ساوفيجنون مره أخرى وأصبح أكثر أنواع عنب النبيذ المزروعة على نطاق واسع، بإجمالي مساحة 341,000 هكتار أي ما يعادل 3,410 كم مربع مزروعة بالعنب الأحمر في جميع أنحاء العالم.
على الرغم من انتشار العنب في الصناعة، إلا أنه صنف جديد نسبيا، فقد تخطى كابيرنت فرنك ساوفيجنون في القرن السابع عشر في جنوب غرب فرنسا. ربما يكون سبب انتشاره هو سهولة زراعته، حيث يمتاز العنب بقشوره السميكة والكروم صلب وذا إنتاج منخفض، يتأخر في التبرعم، يتجنب الصقيع ومقاوم لمخاطر زراعته مثل العفن والحشرات، ذا هيكل متسق ونكهات تعبر عن الطابع النموذجي.
ساعد موقع فولياريتي في بيع نبيذ كابيرنت ساوفيجنون للمستهلكين، حتى عندما يكون الشخص في منطقة غير منتشر فيها النبيذ. ساهم انتشاره الواسع في انتقاد العنب باعتباره مستعمرا يستولي على مناطق النبيذ على حساب أصناف العنب الأصلية.
يميل المظهر الكلاسيكي لكابيرنت ساوفيجنون إلى أن يكون نبيذا قويا مع نسبة عالية من عشبة العفص وحموضة ملحوظة تساهم في احتمالية شيخوخة النبيذ. في الأماكن ذات المناخ البارد، يميل كابيرنت ساوفيجنون إلى إنتاج النبيذ مع أوراق الكشمش الأسود التي يمكن أن تكون مصحوبة بأوراق الفلفل الأخضر والنعناع والأرز والتي ستصبح أكثر وضوحا مع تقدم النبيذ. في المناطق ذات المناخ المعتدل، تظهر أوراق الكشمش الأسود مع الكرز الأسود ونفحات الزيتون الأسود بينما في المناطق ذات المناخ الحار جدا يمكن أن تتجه نكهات الكشمش نحو الجانب المفرط النضج والجامي. في بعض أجزاء من أستراليا، ولا سيما منطقة نبيذ كوناوارا في جنوب أستراليا، يميل نبيذ كابيرنت ساوفيجنون إلى أن يكون له سمات مميزة من أوراق الكينا أو المنثول.

## التاريخ والأصول

### كابيرنت فرنك

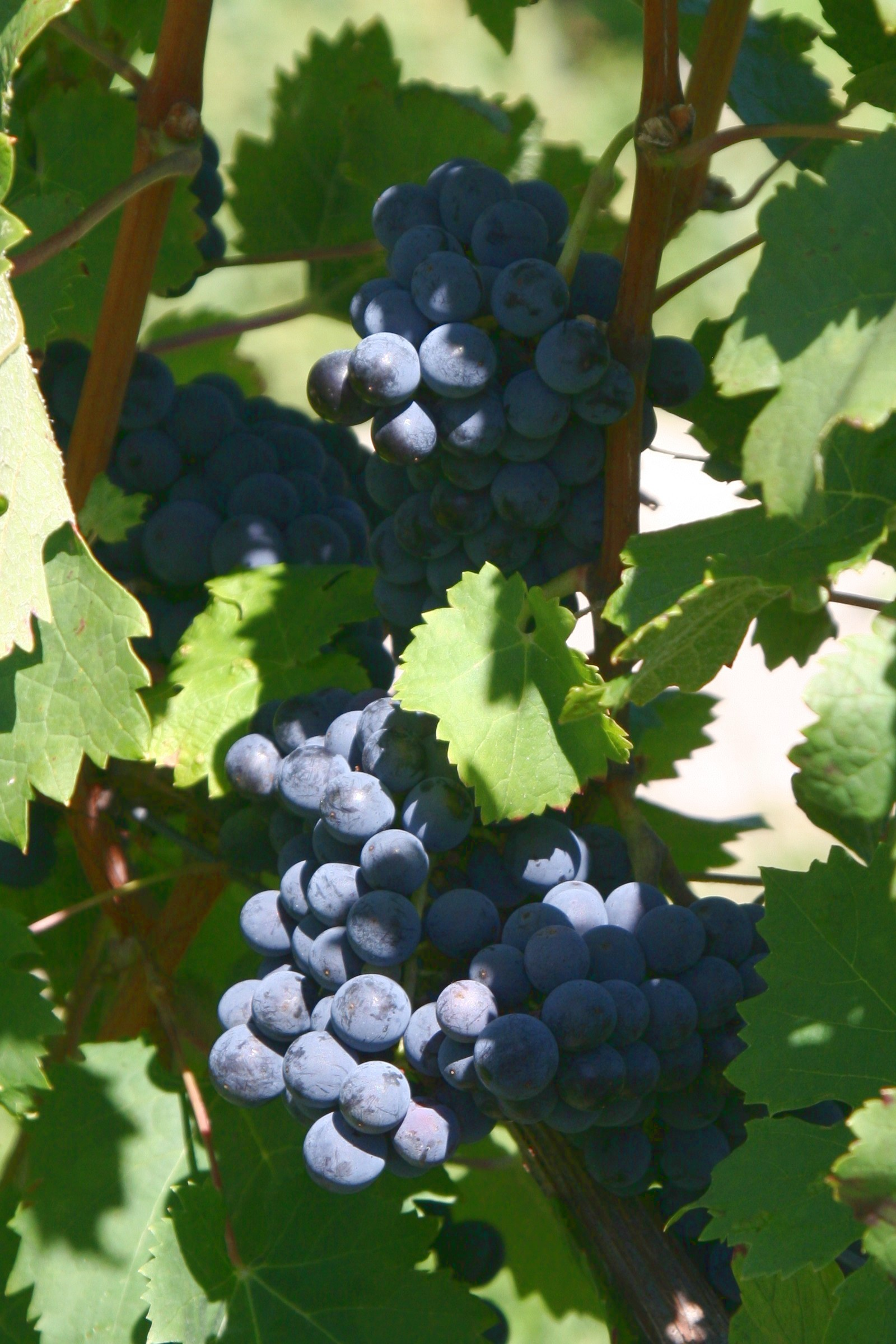
كابيرنت فرنك

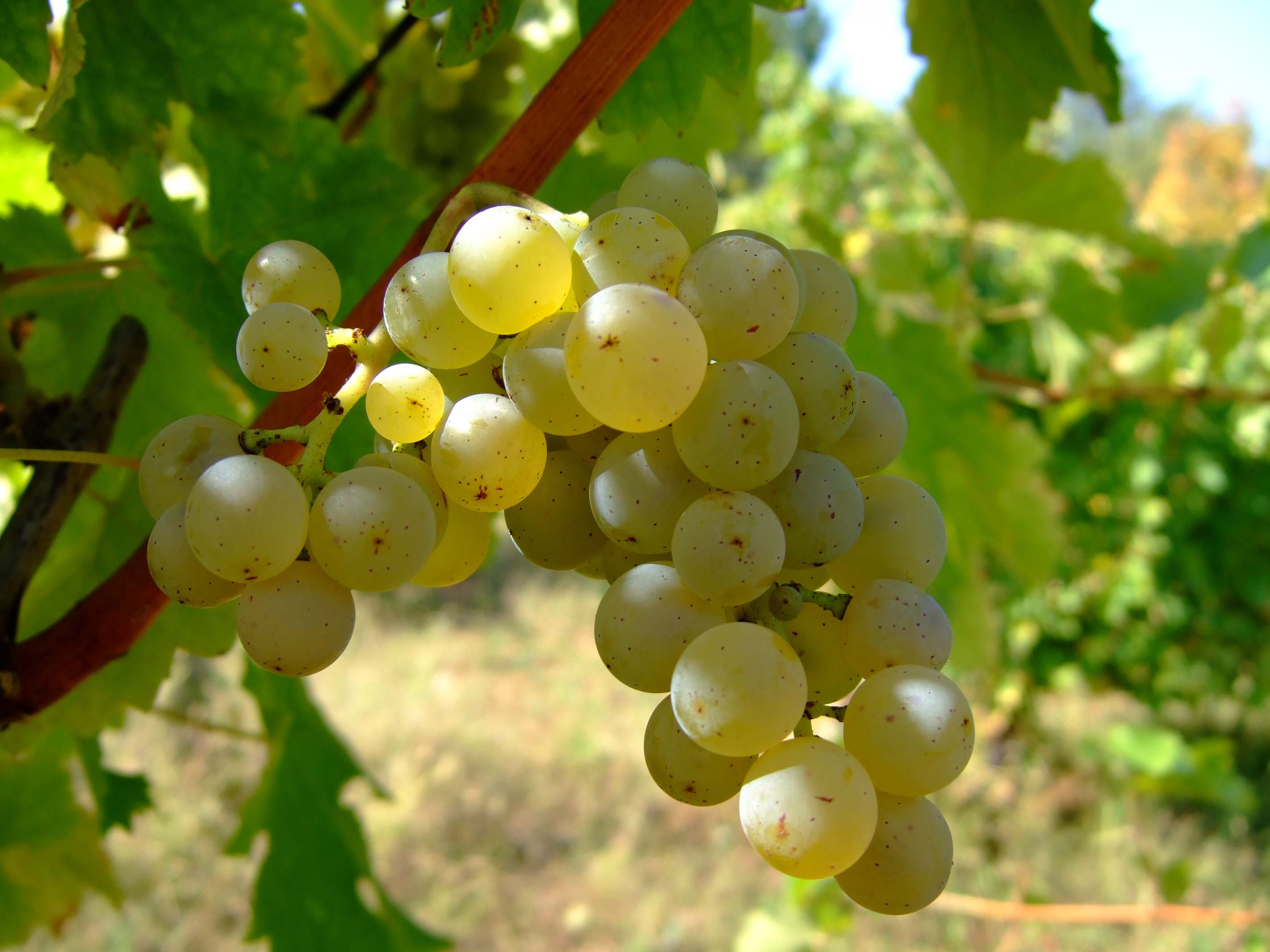
كابيرنت ساوفيجنون

لم يكن اصل كابيرنت ساوفيجنون مفهوما بوضوح لسنوات عديدة، حيث دارت حوله الكثير من التخمينات والأساطير. يعتقد البعض أن كلمة ساوفيجنون هي كلمة مشتقة من الكلمة الفرنسية سوفاج التي تعني بري، تشير إلي أن العنب ينتمي إلي أنواع الكروم البرية الأصلية في فرنسا. منذ عدة سنوات، كانت هناك شائعات عن أن العنب له أصول قديمة، أشار بليني الأكبر إلي أن عنب بيتوريكا ربما يكون هو الذي كان يستخدم في صنع النبيذ الروماني القديم. كان هذا اعتقادا سائدا علي نطاق واسع في القرن الثامن عشر. كان العنب يعرف باسم بيتيت فيدور وبيدور، وانتشر أكثر من بيتوريكا. يعتقد البعض أن فيدور كان إشارة إلي الخشب الصلب للكروم ووجود علاقة محتملة بينهم، هذه النظرية كانت تعرف باسم جراند فيدور.
تشير السجلات إلي أن الفترة التي أصبح فيها اسم كابيرنت ساوفيجنون أكثر انتشارا من بيتيت فيدور، كان العنب زراعة شعبية في منطقة ميدوك بفرنسا في القرن الثامن عشر. شاتو موتون وشاتو دي أرمايلاك من العقارات الأولى التي طورت التنوع في باويلاك.
في عام 1996، تم اكتشاف الأصول الحقيقة لنبات العنب، باستخدام الحمض النووي في قسم زراعة العنب وعلم التخمير بجامعة كاليفورنيا في ديفيس، بواسطة فريق بقيادة الدكتورة كارول ميريديث. قام بتحديد دليل الحمض النووي، فقد كان كابيرنت ساوفيجنون من نسل كابيرنت فرنك وساوفيجنون بلانك، على الأرجح كان تقاطعا صدفة حدث في القرن السابع عشر. قبل هذا الاكتشاف، تم الاشتباه في هذا الأصل من تشابه أسماء العنب وحقيقة الأمر أن كابيرنت ساوفيجنون يشترك في نكهات متشابهة مع كل أنواع العنب، مثل رائحة الكشمش الأسود. في عام 2016، أعلن العلماء في جامعة كاليفورنيا في ديفيس، أنهم وضعوا تسلسلا لمسودة الجينوم الكامل لعنب كابيرنت ساوفيجنون، هو أول جينوم للعنب التجاري المنتج للنبيذ يتم تحديد تسلسله.

### كابيرنت الأبيض
تم ربط كابيرنت ساوفيجنون بأصناف العنب الأخرى، على الرغم من أنه ليس كثير التحور مثل العنب الأسود، لا يستخدم على نطاق واسع في إنتاج النسل. في عام 1961، أنتج نوع هجين من كابيرنت ساوفيجنون وجريناش يسمى نبيذ العنب الفرنسي، مارسيلان. البجعة البيضاء، عبارة عن شتلة من نبات كابيرنت ساوفيجنون ذات توت أبيض تم اكتشافها في عام 1989، تنمو في حديقة في وادي البجع غرب أستراليا. كابيرنت بلانك هو تهجين كابيرنت ساوفيجنون وعنب هجين غير معروف تم اكتشافه في سويسرا في أواخر القرن العشرين.
في عام 1977، تم العثور على شجرة كروم منتجة للعنب البرونزي في مزارع الكروم في أستراليا، نشر هذا الخبر وسجل تحت اسم مالي، بيع النبيذ الأحمر الباهت تحت اسم مالي. في عام 1991، بدأت إحدى كروم كابيرنت البرونزية بإنتاج العنب الأبيض. سجل كليجيت كابيرنت الأبيض تحت اسم شاليستين. بالمقارنة مع والدتها كابيرنت، يبدو أن مالي تفتقر إلى الأنثوسيانين في الخلايا التي تحت القشور ولكنها تحتفظ بها في القشرة، في حين لا يحتوي شاليستين على الأنثوسيانين في أي من الطبقتين. اقترح الفريق الذي واصل اكتشاف جينات VvMYBA1 و VvMYBA2 التي تتحكم في لون العنب أن الجين المتورط في إنتاج الأنثوسيانين تم حذفه في الطبقة التي تحت القشرة في مالي، ثم غزت الخلايا تحت جلد القشرة لإنتاج شاليستين.
خلال سلسلة من التجارب بين عامي 1924 و 1930، تم استخدام حبوب اللقاح في كابيرنت ساوفيجنون لتخصيب عنب النبيذ الأبيض المستخدم في صنع نبيذ بروسيكو الفوار، لإنتاج عنب النبيذ الأحمر الإيطالي. في عام 1972، جمعت هيئة البحوث الأسترالية عنب كابيرنت ساوفيجنون ونبات سومول الإسباني لإنشاء ثلاثة أنواع جديدة هي، سينا وروبيان وتريان.
```
في عام 1983، تم تهجين كابيرنت ساوفيجنون مع نبيذ العنب الألماني الأبيض برونز لصنع عنب النبيذ الأبيض سوفيجنير الرمادي.
[
13
]
```

## زراعة الكروم

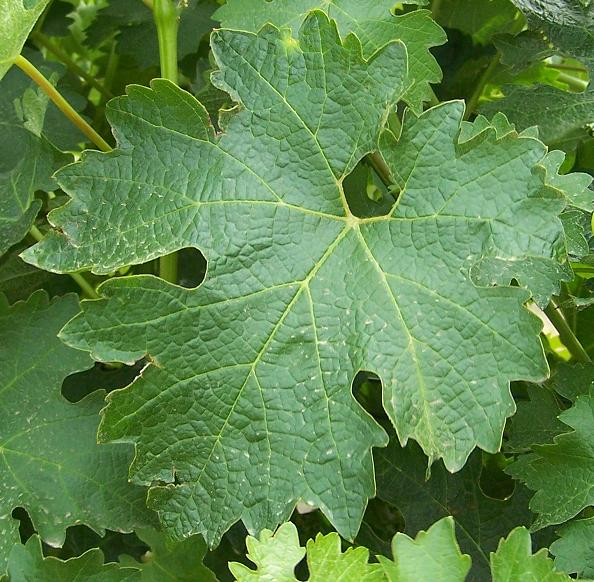
ورقة كابيرنت ساوفيجنون. في الظروف المناخية الأكثر برودة، ستركز الكروم المزيد من الطاقة في إنتاج أوراق الشجر، وهو أمر ضروري لالتقاط ضوء الشمس لعملية التمثيل الضوئي، بدلاً من نضج العنب. هذا يجعل إدارة المظلة والتقليم الشديد اعتبارًا مهمًا للمزارعين.

لا يتطلب كابيرنت ساوفيجنون مناخ معين، بالرغم من تأثره بشدة بدفء المناخ. الكروم هو واحد من آخر أنواع العنب الرئيسية التي تبرعم وتنضج ما بين اسبوع أو أسبوعين، هو هجين من كابيرنت فرنك وميرلوت. يؤثر مناخ موسم النمو على وقت حصاد العنب. العديد من مناطق النبيذ بكاليفورنيا تتمتع بأشعة الشمس، لكن يوجد القليل من المشاكل في النضج الكامل، مما يزيد من احتمال إنتاج نبيذ كابيرنت المتنوع. في مناطق مثل بوردو، تحت تهديد طقس موسم الحصاد القاس، غالبا ما يتم حصاد كابيرنت ساوفيجنون في وقت أبكر قليلا من المعتاد، ثم يمزج مع العنب الآخر لملء الفجوات.
في بعض المناطق، يكون المناخ أكثر أهمية من التربة. في المناطق شديدة البرودة، هناك احتمال لمزيد من النكهات العشبية مثل الفلفل الأخضر والعنب الناضج بشكل مثالي. في المناطق التي يتعرض فيها العنب للحرارة الزائدة والإفراط في النضج، هناك يميل النبيذ إلي نكهات الكشمش الأسود المطبوخ أو المطهي.
ازدهر عنب كابيرنت في مجموعة متنوعة من أنواع تربة الكروم، مما يجعل النظر في التربة أقل اهتماما خاصة لصانعي النبيذ في العالم الجديد. في منطقة بوردو، كان عامل التربة مهما وعامل رئيسي في تحديد أصناف عنب بوردو الرئيسية التي تم زراعتها. بدأ ميرلوت يزدهر في التربة الطينية والقائمة على الحجر الجيري مثل الموجودة في مناطق الضفة اليمنى لمصب جيروند، كابيرنت ساوفيجنون كان يعمل بشكل أفضل في التربة القائمة على الحصى في منطقة ميدوك على الضفة اليسرى. قدمت التربة الحصوية ميزة التصريف الجيد أثناء امتصاص وإشعاع الحرارة إلى الكروم، مما يساعد في عملية النضج. غالبا ما تكون التربة القائمة على الطين والحجر الجيري أكثر برودة، مما يسمح بوصول حرارة أقل إلى الكروم، مما يؤخر عملية النضج. في المناطق التي يكون فيها المناخ أكثر دفئا، يكون التركيز أكبر على التربة الأقل خصوبة، مما يؤدي إلى تقليل النشاط في الكروم والذي يمكن أن يتسبب في انخفاض المحصول. في مناطق نبيذ وادي نابا في أوكفيل وروذرفورد، تكون التربة غرينية ومغبرة. رذرفورد كابيرنيت ساوفيجنون غالبا ما ينقل عنه أنه يعطي إحساسا بالتضاريس مع طعم غبار رذرفورد.
في منطقة النبيذ في كوناوارا بجنوب أستراليا، أنتج كابيرنت ساوفيجنون نتائج مختلفة تماما عن كروم العنب المزروعة في تربة تيرا روزا بالمنطقة، لدرجة أن التربة الحمراء تعتبر حدود منطقة النبيذ، مع بعض الأجزاء من نبيذ كابيرنت ساوفيجنون المزروعة على التربة الحمراء.
يوجد نوعان من نكهات كابيرنت ساوفيجنون المشهورة التي ترتبط بتأثيرات زراعة الكروم والمناخ. نكهة الفلفل الأخضر ونكهة العشبة التي تسببها البيرازين هما النكهتان الأكثر شهرة. تنتشر نكهة العشبة التي تسببها البيرازين أكثر من العنب غير الناضج. مركبات البيرازين موجودة داخل عنب كابيرنت ساوفيجنون، يتم تدميرها تدريجيا بواسطة أشعة الشمس مع استمرار نضج العنب. يمكن أن يكتشف الفم البشري مركب البيرازين داخل النبيذ الذي يحتوي على مستويات من البيرازين منخفضة تصل إلى 2 نانوجرام لكل لتر. عندما يبدأ العنب في النضج الكامل لأول مرة يكون مستوى البيرازين المكافئ 30 نانوجرام لكل لتر. في المناخات الأكثر برودة، من الصعب الحصول على عنب كابيرنت ساوفيجنون، إلا عندما ينضج تماما إلى الحد الذي لا يتم فيه اكتشاف البيرازين.
ما يميز كابيرنت ساوفيجنون هو حصوله على مقاومة جيدة ضد معظم أمراض العنب، أكثرها شهرة هو البياض الدقيقي، مع ذلك فهو عرضة لبعض أمراض العنب، مثل يوتيبيلا سكوباريا ومرض كسح الأغصان.

### نكهة الفلفل الأخضر

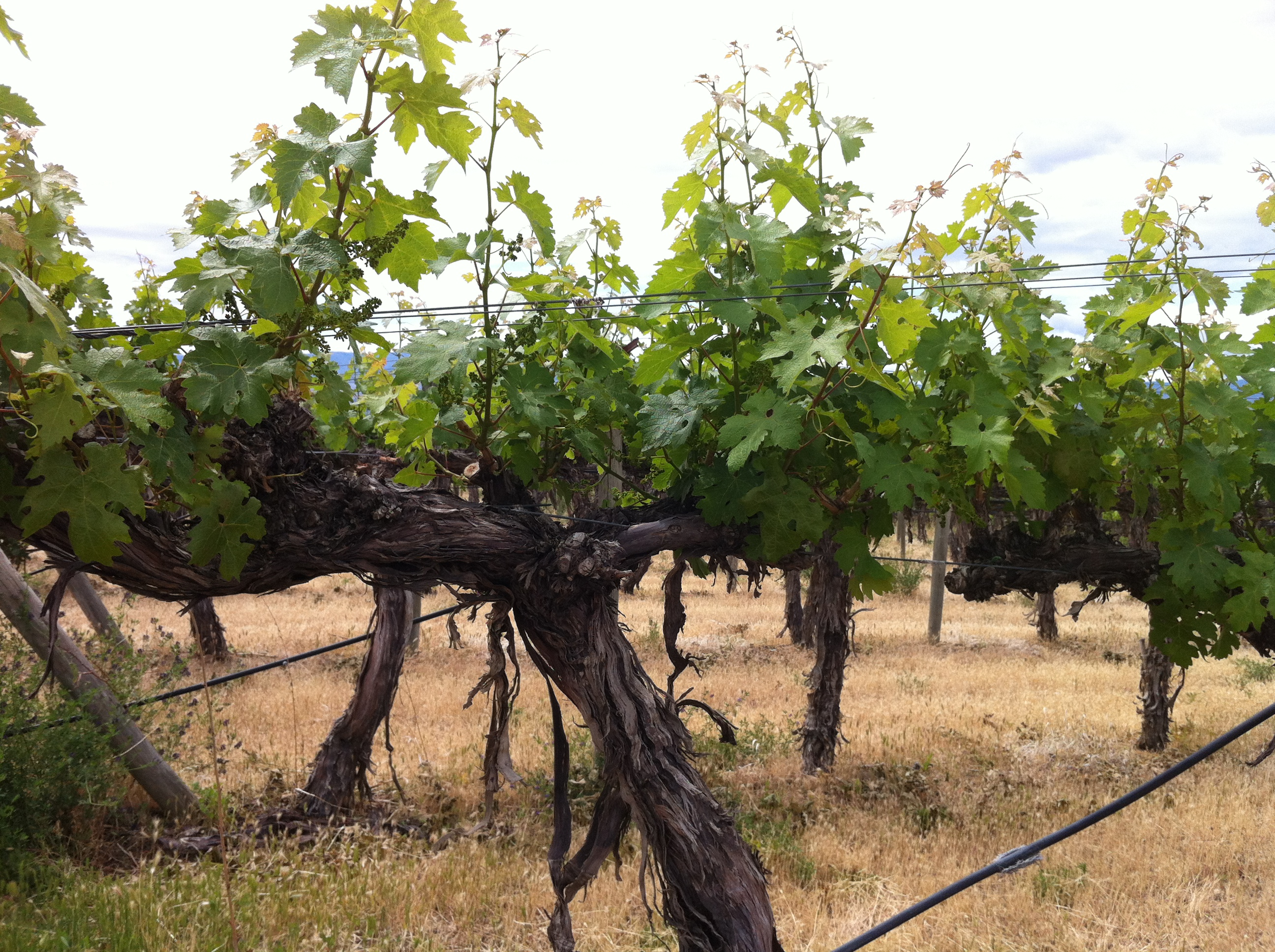
إحدى مزارع كابيرنت ساوفيجنون القديمة في ولاية واشنطن، تم إنشاء المزرعة في عام 1973 في وادي ياكيما.

ربما يكون لعائد الحصاد تأثيرا قويا في جودة ونكهات نبيذ كابيرنت ساوفيجنون، بالإضافة إلى مستويات النضج. تتعرض الكرمة لعوائد قوية خصوصا عند زراعتها على جذر SO4 القوي. من الممكن أن ينتج عن كثرة المحصول نبيذ أقل تركيز لكنه لذيذ المذاق مع عدد أكثر من النكهات على الجانب الأخضر أو العشبي. في السبعينيات، تم استنساخ نوع معين من كابيرنت ساوفيجنون، تم تكوينه ليكون خاليا من الفيروسات بسبب العوائد العالية، مما تسبب في قيام العديد من المنتجين المهتمين بالجودة بإعادة زراعة مزارع الكروم الخاصة بهم في أواخر القرن العشرين بأصناف استنساخ مختلفة. لتقليل الإنتاج، يمكن للمنتجين زراعة الكروم على جذر أقل قوة وأيضا التقليم العنيف لعناقيد العنب بعد فترة وجيزة من الحصاد.
يمكن أن يعكس كابيرنت ساوفيجنون رغبات وشخصية صانع النبيذ مع الاستمرار في تقديم النكهات المألوفة التي تعبر عن الطابع النموذجي للصنف. يستخدم البلوط في إنتاج النبيذ. أولى القرارات التي يجب أن تؤخذ أثناء صناعة النبيذ، هل سيتم إنتاج نبيذ متنوع أو مخلوط. نبيذ كابيرنت ساوفيجنون وميرلو وكابيرنت فرنك من بوردو، مع بعض من مالبيك، بيتي فيردوت أو كارمينير، هو المثال الكلاسيكي لنبيذ كابيرنت ساوفيجنون، الذي يتم صناعته في الولايات المتحدة مع النبيذ المنتج تحت اسم ميريتاج. لكن يمكن مزج كابيرنت ساوفيجنون مع مجموعة متنوعة من العنب مثل سانجيوفيزي وتيمبرانيلو وشيراز.
رغم أن نكهة الفلفل الأخضر ربما لا تكون مرغوبة لدى جميع أذواق المستهلكين، لكنها ليست من عيوب النبيذ. في أواخر القرن العشرين، لوحظ أن منطقة النبيذ بكاليفورنيا في مونتيري معرضة لرياح شديدة، مناخ بارد مما قد يؤدي إلى عدم زراعة كروم العنب وزيادة تثبيط النضج، بسبب نبات كابيرنت ساوفيجنون مع نكهة الفلفل الأخضر الواضحة، الذي اكتسب لقب خضروات مونتيري.
يوجد أيضا نكهتين معروفتين من كابيرنت ساوفيجنون هما النعناع والأوكالبتوس. ترتبط نكهة النعناع بمناطق النبيذ الدافئة بدرجة حرارة كافية، للحصول على مستويات منخفضة من البيرازين، لكنها لا تزال باردة بشكل عام، مثل منطقة كوناوارا في أستراليا وبعض مناطق ولاية واشنطن. يوجد بعض الاعتقادات بأن التربة يمكن أن تكون مساهمة في صنع نكهة النعناع، حيث تظهر النكهة أيضا في بعض أنواع النبيذ من منطقة باويلاك، لكن ليس من مناخ مارجو المماثل. تميل نكهات الأوكالبتوس الراتنجية إلى الظهور في المناطق التي توجد فيها موائل ل شجرة الأوكالبتوس، مثل وديان نابا وسونوما في كاليفورنيا وأجزاء من أستراليا، لكن لا يوجد دليل قاطع على وجود صلة مباشرة بين قرب أشجار الكينا ونوع نكهة في النبيذ.

## صناعة النبيذ

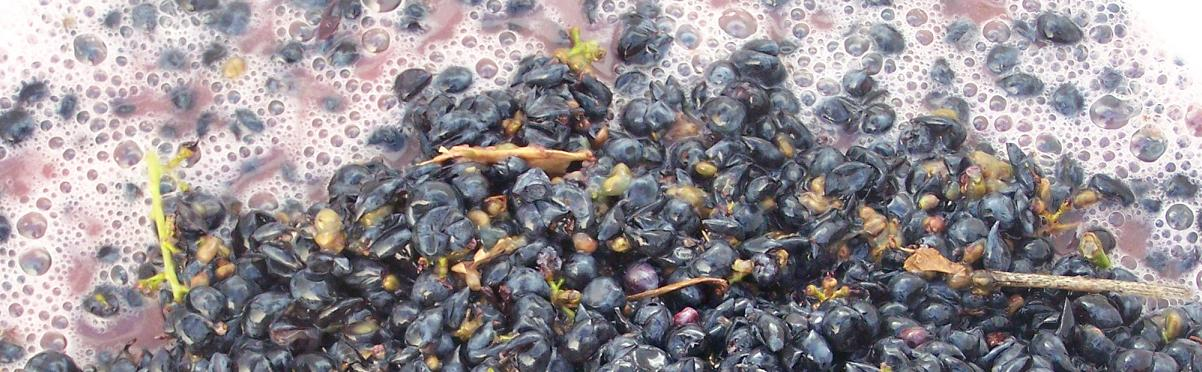
خلال فترة النقع، يتم استخراج اللون والنكهة والعفص من القشرة. ستؤدي إضافة السيقان والبذور إلى زيادة محتوى التانيك في النبيذ.

حمض التانيك في كابيرنت ساوفيجنون هو أحد الاعتبارات المهمة في صناعة النبيذ، لأن حمض التانيك في كابيرنت ساوفيجنون يؤدى إلى زيادة فترة النقع. يتم استخراج المزيد من حمض التانيك من القشرة وسيكون موجود في النبيذ الناتج. إذا قام صانعي النبيذ بزيادة فترة النقع لصالح تعظيم وتركيز اللون والنكهة فهناك بعض الطرق التي يمكن أن تستخدم لليونة مستويات حمض التانيك. طريقة زيادة كمية البلوط الشائعة، التي يتعرض فيها النبيذ لمستويات تدريجية من الأكسدة التي يمكن أن تنتج حمض التانيك القاسي وكذلك لإعطاء التانيك الخشبي ليونة. يمكن أن يؤدي اختيار عوامل التكسير إلى تقليل حمض التانيك. الجيلاتين وبياض البيض عبارة عن بروتينات موجبة الشحنة تنجذب بشكل طبيعي إلى جزيئات حمض التانيك السالبة الشحنة. ترتبط عوامل الزعانف هذه ببعض من حمض التانيك وتتم إزالتها من النبيذ أثناء الترشيح. من الطرق الإضافية أيضا هي الأكسجة الدقيقة التي تحاكي بعض التهوية التدريجية التي تحدث مع زيادة حجم البرميل، مع التعرض المحدود للأكسجين الذي يساعد في بلمرة حمض التانيك إلى جزيئات أكبر، التي ينظر إليها على الفم البشري على أنها أكثر ليونة.
الزعانف هي، مواد تضاف إلي النبيذ والبيرة والمشروبات الكحولية عند الانتهاء من معالجتها.
يأتي بعد ذلك قرار المزج، هل يتم المزج أثناء التخمير أو قبله أو بعده. نظرا لأشكال التخمير المختلفة للعنب، يقوم العديد من المنتجين بتخمير كل نوع من أنواع العنب وتقليصه بشكل منفصل ومزج النبيذ قبل وقت قصير من تعبئته.
عنب كابيرنت ساوفيجنون سريع التلف، رغم أن قشرته سميكة، مما يجعله ينتج نسبة عالية من البذور. يمكن أن يكون للنسب العالية من المركب الكيميائي فينولات وحمض التانيك تأثير صارخ على بنية ونكهة النبيذ خصوصا إذا كان لا بد من إخضاعه لفترات طويلة من النقع قبل التخمير. في بوردو، كانت فترة النقع تقارب ثلاثة أسابيع، مما أعطى العاملين في صناعة النبيذ وقتا كافيا لإغلاق المزرعة بعد الحصاد لقضاء عطلة صيد.
نبيذ تانيك بطئ التلف ولذيذ للغاية، بسبب فترة النقع الطويلة. منتجي النبيذ الذين يرغبون في جعل النبيذ أكثر سهولة في غضون عامين سيقللون بشكل كبير من وقت النقع إلى أقل من بضعة أيام. بعد النقع، يجب تخمير كابيرنت ساوفيجنون في درجات حرارة عالية تصل إلى 30 درجة مئوية، تلعب درجة حرارة التخمير دورا هاما في نتيجة النبيذ، مع استخلاص ألوان أغمق والمزيد من مكونات النكهة في درجات حرارة أعلى. انخفاض درجة الحرارة يحافظ على المزيد من نكهات الفاكهة. في أستراليا، كانت هناك تجارب مع النقع الكربوني لصنع نبيذ كابيرنت ساوفيجنون الأكثر نعومة.

### خشب البلوط

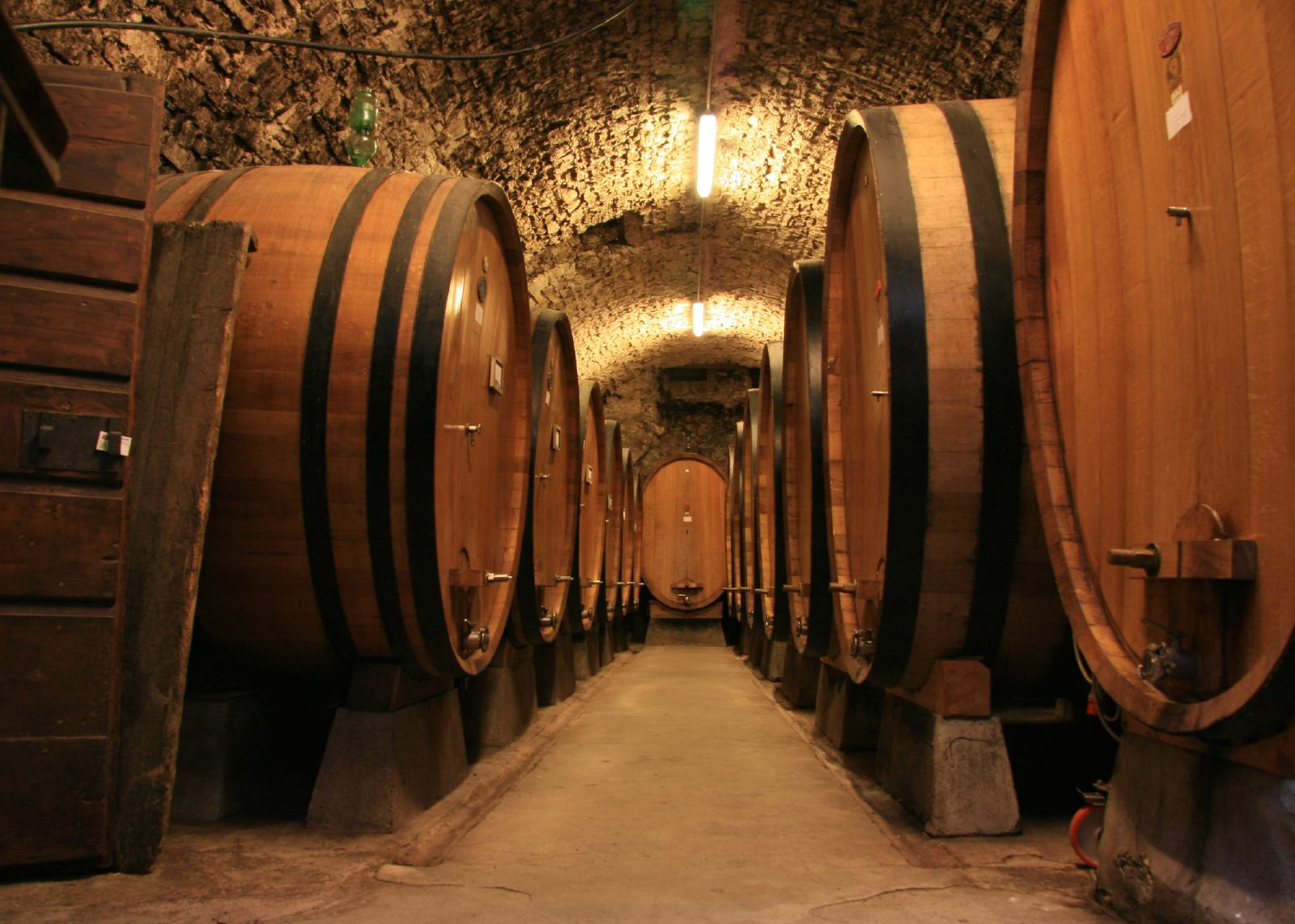
براميل كبيرة من خشب البلوط لوضع النبيذ بها.

من سمات عنب كابيرنت ساوفيجنون الأكثر شهرة هي تقاربه مع البلوط، اما أثناء التخمير أو تعتيق البرميل. بالإضافة إلى تأثير تليين حمض التانيك الطبيعي للعنب، فإن النكهات الخشبية الفريدة للفانيليا والتوابل تكمل نكهات العنب الطبيعية من الكشمش الأسود والتبغ. كان للنجاح الخاص الذي حققته خلطات بوردو التي تتخذ من كابيرنت مقرا لها، تأثيرا مهما في جعل حجم البرميل هذا واحدا من أكثر الأنواع شعبية في جميع أنحاء العالم، حيث أن سعة البرميل 225 لتر.
في صناعة النبيذ، سيكون لقرار درجة تأثير قوي على النبيذ الناتج، وكذلك النوع المضاف إلية البلوط. يضفي خشب البلوط الأمريكي خاصة من البراميل الجديدة، نكهات بلوط أقوى وأقل رقة من تلك التي ينقلها البلوط الفرنسي. داخل عائلة البلوط الأمريكية، يلعب موقع مصدر البلوط أيضا دورا مع البلوط من ولاية أوريغون الذي له تأثير أكثر وضوحا على كابيرنت ساوفيجنون أكثر من بلوط ميسوري وبنسلفانيا وفيرجينيا.
غالبا ما يستخدم صانعي النبيذ مجموعة متنوعة من براميل البلوط من مواقع مختلفة ومن أعمار مختلفة ويمزجوا النبيذ كما لو كانوا يمزجون أنواعا مختلفة من العنب.
يمكن لصانعي النبيذ التحكم في تأثير خشب البلوط باستخدام بدائل لبراميل الباريك القياسية. تحتوي البراميل الأكبر حجما على نسبة أقل من الخشب وبالتالي تكون نكهات البلوط أقل وضوحا في النبيذ. يستخدم صانعي النبيذ في إيطاليا والبرتغال أحيانا براميل مصنوعة من أنواع الخشب الأخرى مثل الكستناء والخشب الأحمر. يوجد طريقة أخرى يفكر بها صانعي النبيذ وهي تعبئة الشاي برقائق البلوط أو إضافة ألواح من خشب البلوط إلى النبيذ أثناء تخميره أو تعتيقه في خزانات من الفولاذ المقاوم للصدأ. في حين أن هذه الطرق أقل تكلفة من براميل البلوط، فإنها تخلق نكهات أكثر وضوحا من خشب البلوط، التي تميل إلى عدم الانضغاط أو الاندماج مع بقية مكونات النبيذ، كما أنها لا توفر فائدة الأكسدة التدريجية لفساد البرميل.

## مناطق النبيذ

### بوردو

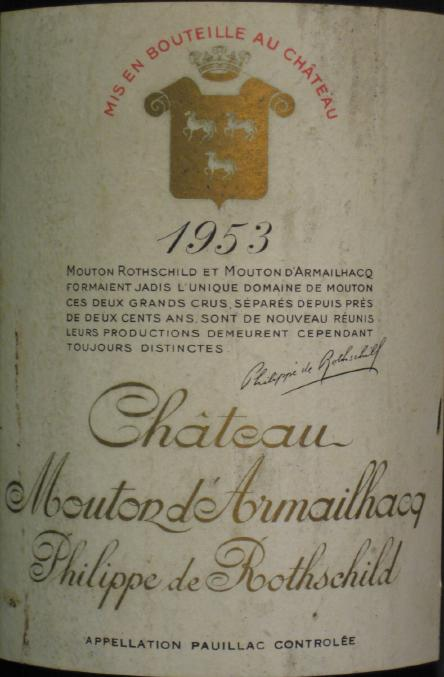
كان أرماند دارمايلاك من شاتو دي أرمايلاك و البارون هيكتور دي بران من شاتو موتون من الشخصيات المهمة والمؤثرة في تأسيس كابيرنت ساوفيجنون في بوردو.

ترتبط منطقة نبيذ بوردو ارتباطا وثيقا بكابيرنت ساوفيجنون، على الرغم من أن النبيذ نادرا ما يصنع بدون المكون المخلوط من أصناف العنب الأخرى. بوردو هي مسقط رأس الكرمة المحتمل، قد استثمر المنتجون في جميع أنحاء العالم بكثافة في محاولة إعادة إنتاج هيكل وتعقيد نبيذ بوردو. في حين أن مزيج بوردو من كابيرنت ساوفيجنون وكابيرنت فرنك وميرلوت ابتكروا أقدم الأمثلة لنبيذ كابيرنت ساوفيجنون المشهور. تم مزج كابيرنت ساوفيجنون لأول مرة في بوردو مع سيراه وهو الاقتران الذي شوهد على نطاق واسع في أستراليا وبعض النبيذ الذي يأتي من لانغدوك.
في البداية كان قرار مزج كابيرنت ساوفيجنون مستمدا من الضرورة المالية. لم يكن مناخ بوردو المزاجي وغير المتوقع في بعض الأحيان خلال العصر الجليدي الصغير يضمن حصادا ناجحا كل عام، كان يجب على المنتجين أن يؤمنوا أنفسهم ضد مخاطر فقدان خمر كامل عن طريق زراعة أنواع مختلفة من العنب. مع مرور الوقت، تم اكتشاف أن الخصائص الفريدة لكل نوع من أنواع العنب يمكن أن تكمل بعضها البعض وتعزز الجودة الشاملة للنبيذ.
أضاف كابيرنت ساوفيجنون إلى النبيذ البنية والحموضة والعفص وإمكانية الحفاظ على سلامة النبيذ إلى أطول فترة ممكنة. في حد ذاته، لا سيما عندما يتم حصاده أقل من النضج المطلوب، يمكن أن يفتقر إلى الشعور بالفاكهة أو اللحم في الفم البشري والذي يمكن تعويضه عن طريق إضافة نكهات مستديرة من ميرولت. يمكن لـ كابيرنت فرنك إضافة روائح إضافية إليه بالإضافة إلى المزيد من الفاكهة. في التربة الأخف وزنا في منطقة مارجو، يمكن أن يفتقر النبيذ القائم على كابيرنت إلى اللون، الذي يمكن تحقيقه عن طريق المزج في بيتيت فيردوت. مالبيك هو النبيذ المستخدم اليوم في الغالب في فرونساك. يمكن إضافة روائح الفاكهة والزهور الإضافية.
أظهرت أدلة الحمض النووي أن كابيرنت ساوفيجنون هو نتيجة تهجين نوعين آخرين من عنب بوردو هما فرنك كابيرنت وساوفيجنون بلانك، مما دفع مؤرخي العنب، أو علماء علم النبات، إلى الاعتقاد بأن العنب نشأ في بوردو. تشير السجلات المبكرة إلى أن زراعة العنب كانت شائعة في منطقة ميدوك خلال القرن الثامن عشر. قدمت مجموعات التوت السائبة والجلود السميكة للعنب مقاومة جيدة للتعفن في المناخ البحري الرطب في بوردو. استمرت شعبية العنب في النمو إلى عام 1852، عندما جاء وباء البياض الدقيقي وأدى إلى كشف حساسية كابيرنت ساوفيجنون لمرض العنب هذا. مع تدمير كروم العنب أو فقده بشدة، تحول العديد من مزارعي نبيذ بوردو إلى ميرولت، مما زاد من مزارعها حتى أصبح ميرولت أكثر أنواع العنب المزروعة على نطاق واسع في بوردو.
عندما بدأ صانعي النبيذ في المنطقة في فهم تضاريس المنطقة بشكل أفضل وكيفية أداء أنواع العنب المختلفة في مناطق مختلفة، زاد كابيرنت ساوفيجنون في المزارع على طول منطقة الضفة اليسرى لنهر جيروند في ميدوك وكذلك منطقة جريفز، حيث أصبح هو النوع السائد في خلطات النبيذ. في مناطق الضفة اليمنى من بوميرول وسانت إيميليو، يحتل كابيرنت المرتبة الثالثة على مسافة بعيدة في المزارع خلف ميرولت وكابيرنت فرنك.
في مناطق النبيذ في الضفة اليسرى، أظهر كابيرنت تأثيرا لخصائص النبيذ فريدة من نوعها في المناطق المختلفة. يطور العنب المزيد من النكهات المعدنية في سانت إستيف وبيساك ليوجنان. رائحة البنفسج هي سمة مميزة لمارجو. تتميز باويلاك برائحة قلم رصاص قوية ورائحة سانت جوليان بخشب الأرز والسيجار. يتميز نبيذ كابيرنت في موليس بالعفص الناعم ونكهات الفاكهة الغنية بينما تتميز منطقة جريفز الجنوبية بنكهات الكشمش الأسود القوية، على الرغم من أنها تحتوي على أنواع نبيذ أقل كثافة على الإطلاق. تعتمد النسبة المئوية من كابيرنت ساوفيجنون المستخدمة في المزيج على أنماط تيروير وصانعي النبيذ بالإضافة إلى الطراز العتيق. تشتهر مناطق النمو الأولى في منطقة شاتو موتون روتشيلد ومنطقة شاتو لاتور، بإنتاج النبيذ بانتظام مع نسبة أعلى من كابيرنت غالبا تساوي حوالي 75 في المئة.
العامل المشترك الذي يؤثر على نكهات نبيذ بوردو هو محصول كابيرنت ساوفيجنون. في جميع أنحاء بوردو، هناك حد أقصى قانوني مسموح به للإنتاج يبلغ 50 هكتولتر لكل هكتار ما يعادل 5000 لتر لكل هكتار، بمساعدة الاحتباس الحراري والجذور القوية، يمكن للعديد من مزارع العنب في بوردو أن تتجاوز 60 هكتولتر لكل هكتار بسهولة، مع استفادة بعض المنتجين من الثغرة القانونية المتمثلة في حد التصنيف التي تسمح بإنتاجية أعلى خلال فترة استثنائية. قد كان لذلك تأثير سلبي على جودة الإنتاج من بعض المنتجين الذين يستخدمون بانتظام العنب الذي يتم حصاده بإنتاجية زائدة. في السنوات الأخيرة، كان هناك المزيد من التركيز للحفاظ على انخفاض العائدات، لا سيما بالنسبة إلى النبيذ الرائع الخاص بملكية العقارات.

#### مناطق فرنسية أخرى
تمثل منطقة النبيذ في بوردو أكثر من 60 في المئة من كابيرنت ساوفيجنون المزروع في فرنسا. تم العثور على كابيرنت ساوفيجنون بكميات متفاوتة في جميع أنحاء جنوب فرنسا وفي وادي لوار. يعتبر نبيذ كابيرنت ساوفيجنون أخف وزنا وأقل تنظيما، يمكن تناوله بكثرة عن نبيذ بوردو. يتم استخدام نبيذ كابيرنت ساوفيجنون في المنطقة الجنوبية الغربية في برجراك وبوذية لصنع نبيذ وردي. يتم استخدامه في بعض المناطق لإضافة نكهة وهيكل إلى عنب كارينيان بينما يتم مزجه مع عنب نيجريت في منطقة جايلاك وفرونتون وكذلك عنب تانات في منطقة ماديران. في منتصف القرن التاسع عشر كان للعنب وجود في منطقة بروفانس، عندما أوصى العالم جوليس جويو بزراعة الكروم في هذه المنطقة لأنه شريك في مزج النبيذ مع عنب شيراز. في السنوات الأخيرة، تلقى العديد من مزارع النبيذ في ميدي، مثل ماس دي داوماس جاساك، شهرة دولية لمزجها مع كابيرنت ساوفيجنون في هيرولت، مع عنب الرون وشيراز. غالبا يتم تصنيع صنف واحد من النبيذ في هذا البلد من لانغدوك. كان تأثير صانعي النبيذ كبيرا في كيفية معاملة كابيرنت ساوفيجنون من قبل بعض مزارع نبيذ لانغدوك، حيث يصنع بعض المنتجين نبيذا قد يبدو كما لو كانوا من العالم الجديد.
بشكل عام، لم يمارس العنب هيمنته على المنطقة، حيث يعتبر بشكل عام أقل موقعا مثاليا في المناخ الجاف من شيراز. يعتمد منتجي لانغدوك الذين يولون اهتماما جادا لكابيرنت ساوفيجنون بشكل عام على الري تعويضا عن المناخ.

### إيطاليا

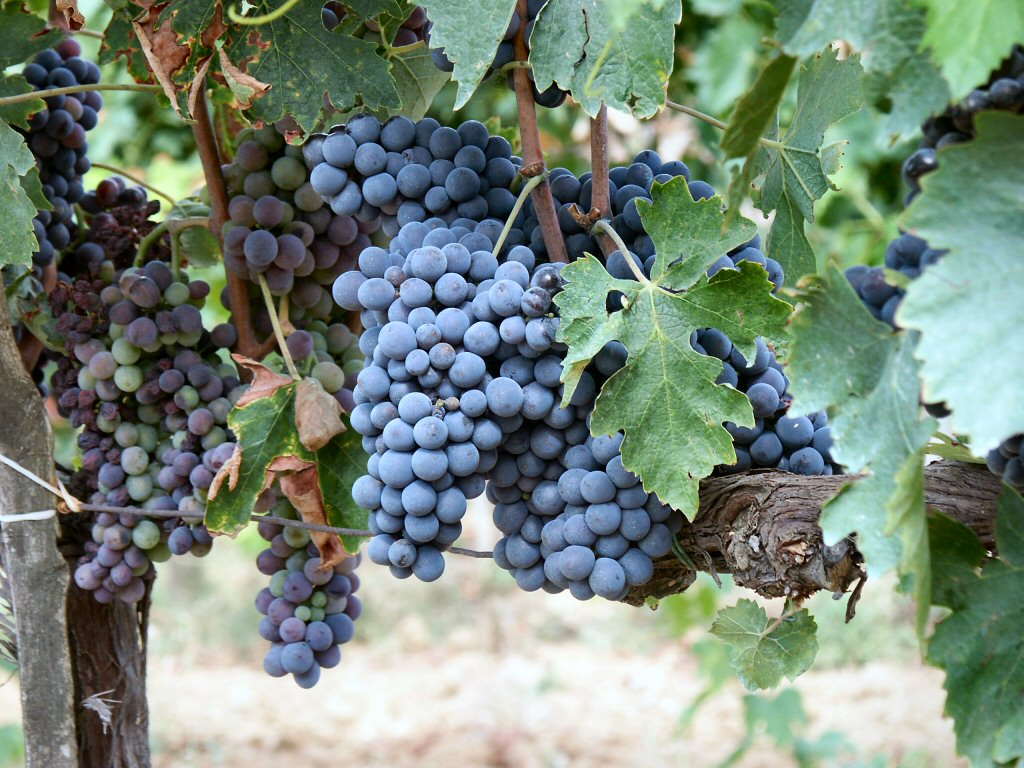
في سبعينيات القرن الماضي، بدأ صانعو النبيذ الإيطاليون في مزج كابيرنت ساوفيجنون مع Sangiovese (في الصورة) لإنتاج النبيذ المعروف باسم "سوبر توسكان".

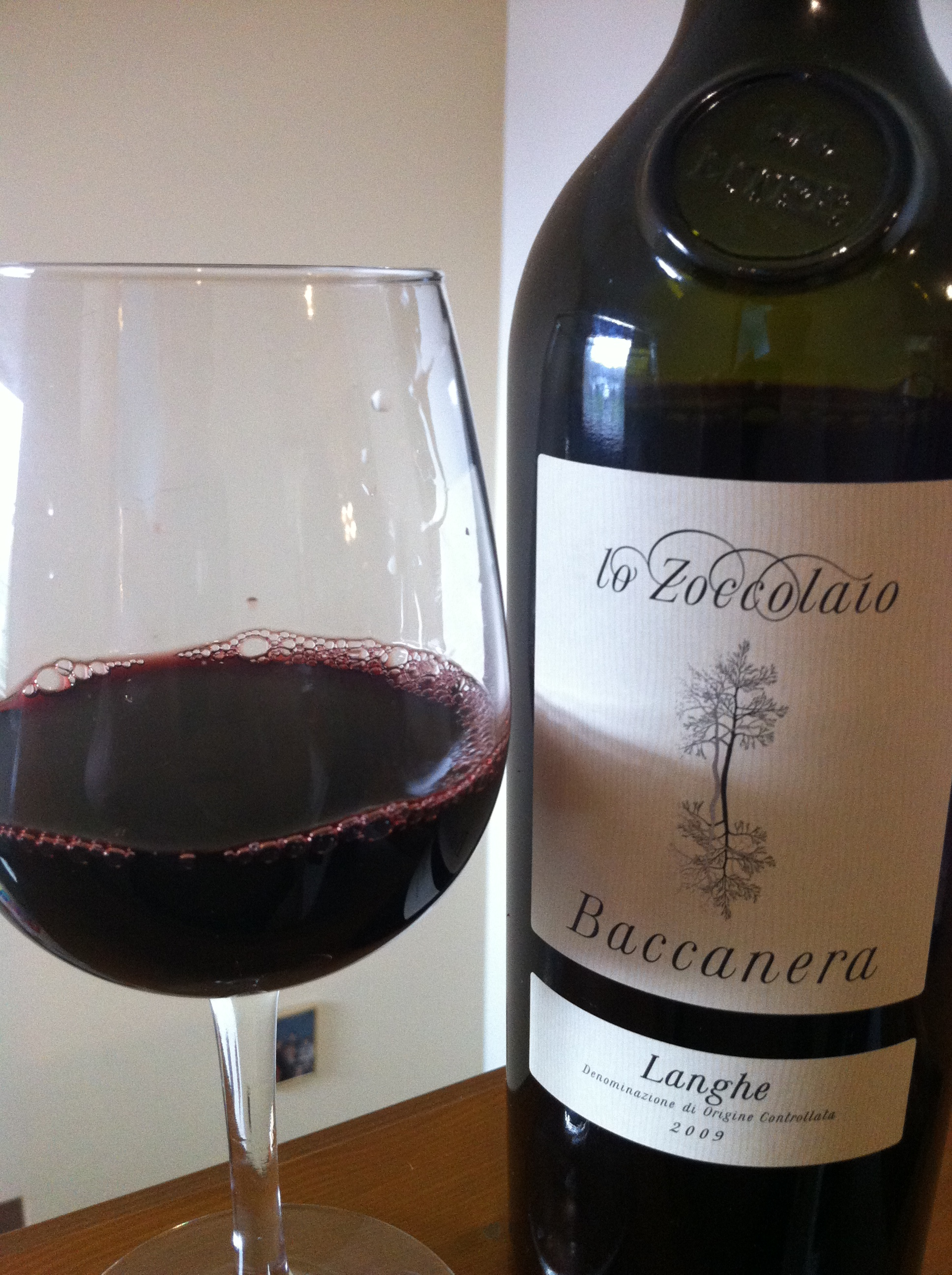
نبيذ كابيرنت ساوفيجنون.

يمتلك كابيرنت ساوفيجنون تاريخا طويلا في صناعة النبيذ الإيطالي، حيث تم تقديمه لأول مرة إلى منطقة بيدمونت في عام 1820. في منتصف السبعينيات، اكتسب العنب سمعة سيئة، بسبب ما يسمى بنبيذ توسكانا أو سوبر توسكان. يسمح اليوم بالتحكم في تحديد مكان منشأ العنب. يستخدم اليوم مؤشر إنديزازيون جيوجرافيكا تيبيك في العديد من أنواع النبيذ التي يتم تصنيعها في مناطق معينة دون تحديد مكان المنشأ. في معظم تاريخ العنب كان يتم النظر إليه بارتياب على أنه تأثير أجنبي يصرف الانتباه عن أصناف العنب المحلية. بعد عقود من التجارب، تحسنت النظرة العامة لكابيرنت ساوفيجنون حيث وجد المزيد من صانعي النبيذ طرقا لتكملة أصناف العنب المحلية مع كابيرنت كمكون للمزج.
في بيدمونت، كان العنب يستخدم أحيانا كشريك مزج غير قانوني مع نيبيولو لتصنيف مكان المنشأ لبارولو بهدف إضافة اللون والمزيد من نكهات الفاكهة. عنب لانجي وكابيرنت ومونفيراتو هو عنب مزج مسموح به مع نيبيولو. تخضع الخمور التي تتكون من أصناف العنب الثلاثة هذه إلى معاملة كبيرة مع خشب البلوط لإضافة نكهة التوابل الحلوة للتعويض عن ارتفاع نسبة حمض العفص في كابيرنت ساوفيجنون ونيبيولو بالإضافة إلى ارتفاع حموضة باربيرا. تتنوع أنماط منتجات كابيرنت ساوفيجنون في بيدمونت في جودتها المتفاوتة حسب الموقع والتربة. في مناطق أخرى من شمال إيطاليا، مثل لومباردي وإميليا رومانيا وفريولي فينيتسيا جوليا، يتم مزج العنب مع ميرولت لإنتاج خلطات على طراز بوردو. في منطقة فينيتو، يتم مزج كابيرنت ساوفيجنون مع العنب الرئيسي لفالبوليسيلا كورفينا ومولينارا وروندينيلا. في جنوب إيطاليا، يتم استخدام العنب في الغالب كعنصر مزج مع الأصناف المحلية مثل كارينيان في سردينيا، نيرو دافولا في صقلية، اجليانيكو في كامبانيا وجاجليوبو في كالابريا.
يمتلك كابيرنت ساوفيجنون تاريخا مثيرا للجدل في نبيذ توسكان، خاصة في دوره وصول سوبر توسكان في منتصف السبعينيات. يعود أسلوب توسكان إلى ممارسات المنشأ التقييدية في منطقة كيانتي قبل التسعينيات. خلال هذا الوقت، لم تكن كيانتي تتكون من أكثر من 70 في المئة من سانجيوفيز وكان يجب أن تشتمل على 10 في المئة على الأقل من أحد أنواع عنب النبيذ الأبيض المحلي. يعتقد العديد من منتجي النبيذ التوسكاني أنهم يستطيعون إنتاج نبيذ أفضل جودة إذا لم يتم إعاقتهم من قبل لوائح المنشأ، خاصة إذا كان لديهم حرية استخدام كابيرنت ساوفيجنون في المزيج وليسوا مطالبين باستخدام أصناف العنب الأبيض. كان ماركيز بييرو أنتينوري من أوائل الذين ابتكروا نبيذ على طراز كيانتي وتجاهل لوائح المنشأ. في عام 1971، أطلق مزيجا من نبيذ كابيرنت ساوفيجنون ونبيذ سانجيوفيزي، عرف باسم نبيذ تجنانيلو منذ عام 1978.
قام جميع المنتجين الأخرين بإنتاج هذا النوع من النبيذ، سرعان ما بدأت اسعار التوسكان تتسارع سرعة فائقة، كانت تتفوق باستمرار على أسعار بعض كيانتي الأكثر شهرة.
قام منتجي مناطق نبيذ توسكان الأخرين بمزج كابيرنت ساوفيجنون مع سانجيوفيز وصنع نسخ متنوعة من العنب. تدريجيا، اشتعل نظام المنشأ وبدأ في السماح لمزيد من المناطق باستخدام منشأ كل نوع نبيذ على حدى. يتميز كابيرنت ساوفيجنون في توسكان بنكهات الكرز الأسود الناضجة التي يمكن أن تعطي انطباعا عن الطعم الحلو بالإضافة إلى النوتات القوية من الكشمش الأسود. تصل الخمور عادة إلى مستوى كحول يقارب 14 في المئة ولكن لا يزال بإمكانه الحفاظ على مستويات ملحوظة من الحموضة. عند مزج كابيرنت ساوفيجنون مع سانجوفيز بكميات كبيرة، يمكن لكابيرنت ساوفيجنون السيطرة على المزيج مع معظم منتجي توسكان الذين يهدفون إلى إيجاد توازن معين يناسب أسلوبهم المطلوب.

### منتجون آخرون في العالم القديم

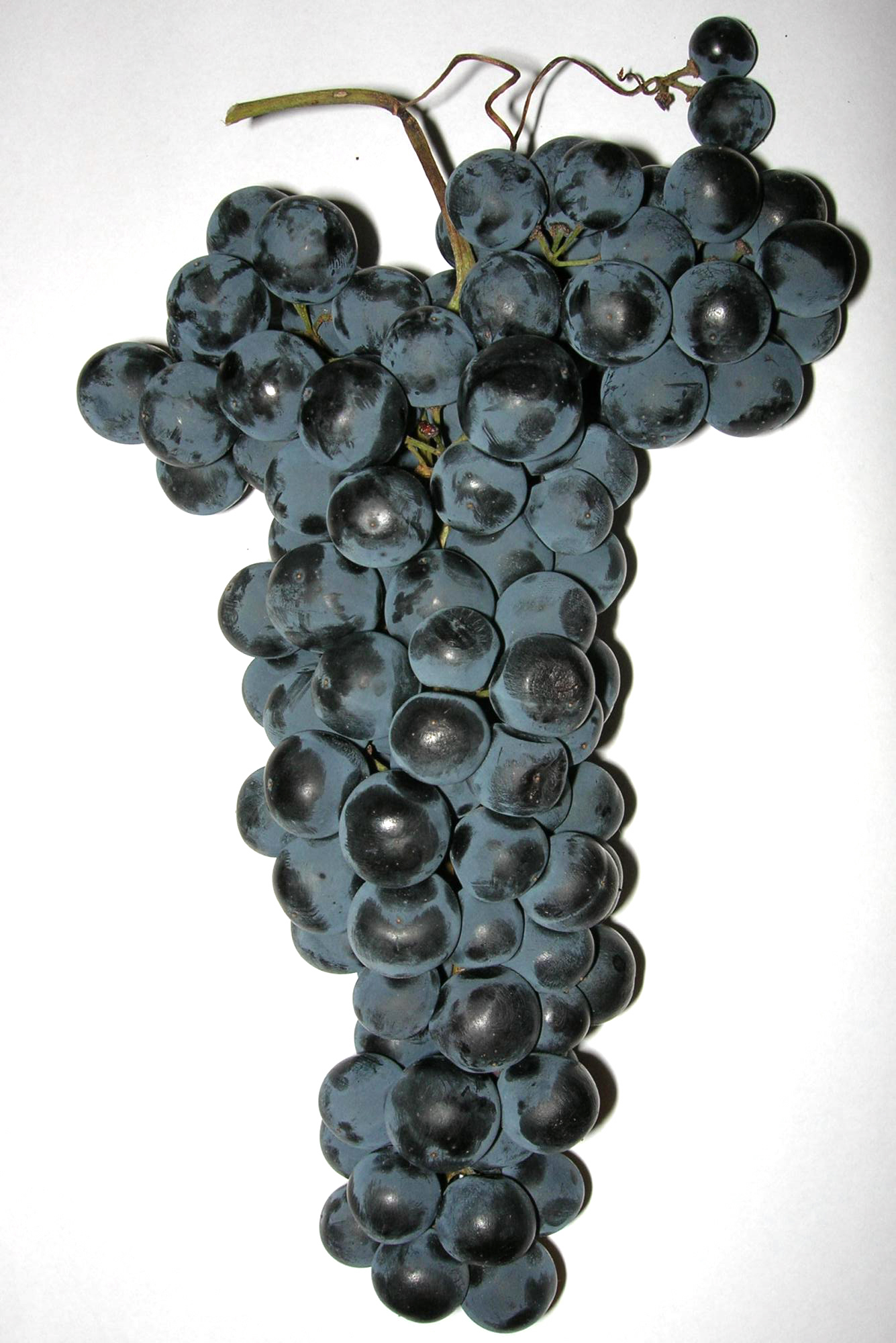
Iفي إسبانيا ، غالبًا ما يتم مزج كابيرنت ساوفيجنون مع تيمبرانيلو

في القرن التاسع عشر، تم إدخال كابيرنت ساوفيجنون إلى إسبانيا في منطقة ريوجا عندما قام ماركيز ريسكال بزراعة قصاصات من بوردو. بحلول عام 2015، أصبح كابيرنت ساوفيجنون سادس أكثر أنواع عنب النبيذ الأحمر انتشارا في إسبانيا. يسمح اليوم بكتابة اسم منشأ كابيرنت ساوفيجنون على الزجاجات في حوالي نصف المدن الإسبانية. النبيذ المدون علية اسم المنشأ يكون من العنب الأبرز في منطقة النبيذ الكتالونية في بينديس، تم إحياء استخدامه من قبل عقارات بوديجاس توريس وجان ليون. أحيانا يخلط كابيرنت ساوفيجنون مع تيمبرانيلو، يسمى هذا بمزيج عنب ريبيرا ديل دويرو، لكن المنتجين في نافارا وجدوا بعض الإشادة الدولية بنبيذهم المتنوع.
في المملكة المتحدة، قام منتجي النبيذ الإنجليز بتجارب على تنمية التنوع في الأنفاق البلاستيكية التي يمكن أن تخلق تأثيرا في الاحتباس الحراري وتحمي العنب من المناخ غير المثالي لمنطقة النبيذ. يسمح بزراعة العنب في بعض مناطق النبيذ الألمانية مثل منطقة موسيل، فإن مواقع مزارع الكروم الأكثر ملاءمة لنضوج كابيرنت تكون مشغولة بالفعل ببريسلينج، لا يميل العديد من المنتجين إلى اقتلاع الصنف الألماني الشهير لصالح كابيرنت ساوفيجنون. في الثمانينيات من القرن الماضي، اشتهرت شركة كابيرنت ساوفيجنون البلغارية غير المكلفة بقيمتها وساعدت في إنشاء صناعة النبيذ في ذلك البلد واكتساب حضور دولي أكبر في سوق النبيذ. يؤدي العنب وظيفة مماثلة للعديد من البلدان في أوروبا الوسطى، بما في ذلك جمهورية التشيك والمجر وسلوفينيا وأوروبا الشرقية، أيضا مولدوفا ورومانيا وجورجيا وتركيا وبلغاريا وأوكرانيا. يمكن أن يكون في مناطق النبيذ شرق البحر الأبيض المتوسط في قبرص واليونان وإسرائيل ولبنان.

### كاليفورنيا

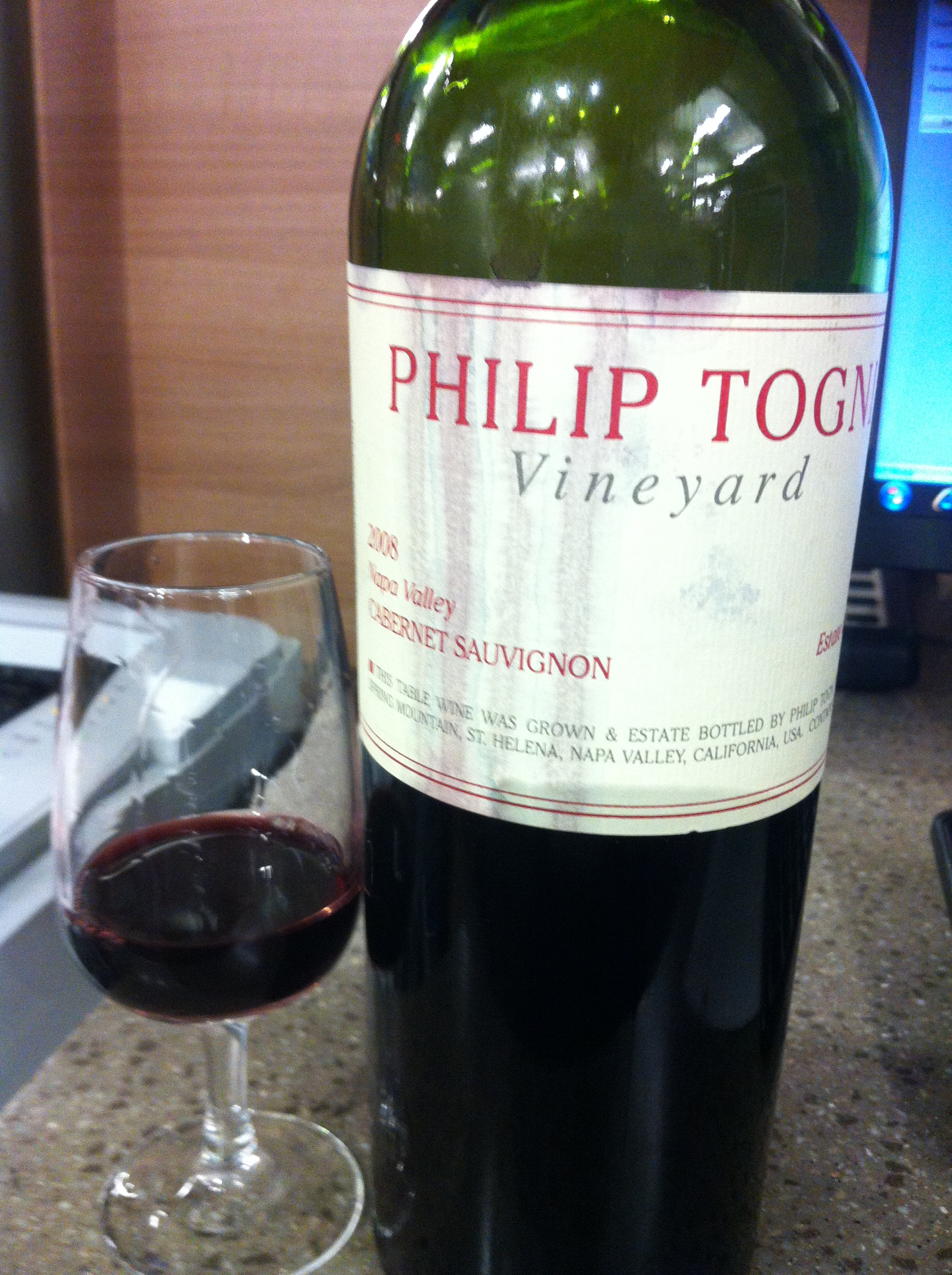
كابيرنت ساوفيجنون في وادي نابا.

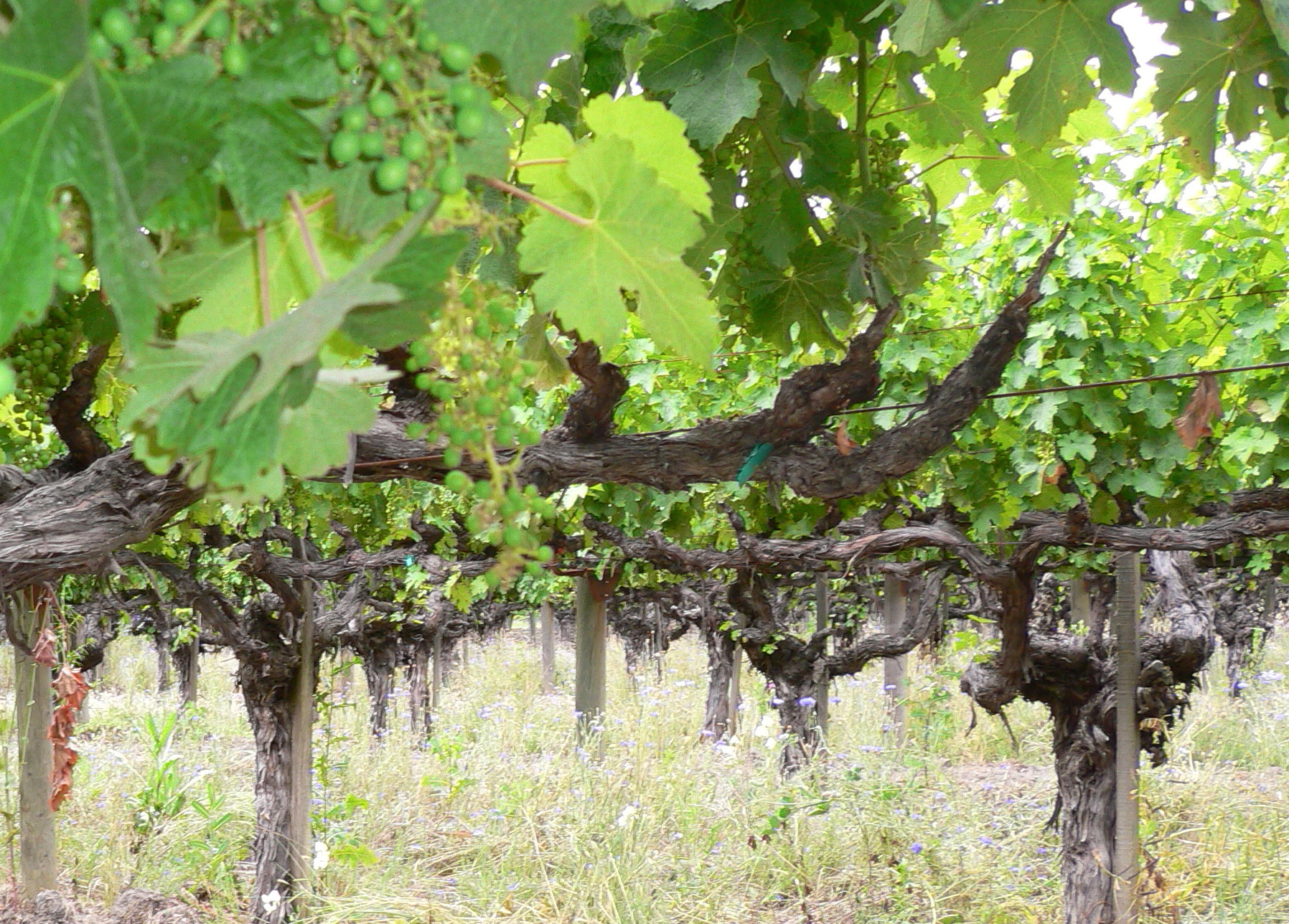
كرمة كابيرنت ساوفيجنون القديمة في شاتو مونتيلينا في وادي نابا. عندما ينضج العنب سوف يغمق لونه إلى اللون الأرجواني المزرق.

في كاليفورنيا، طورت كابيرنت ساوفيجنون أسلوبها المميز وسمعتها المعروفة في السوق العالمي. يتشابه إنتاج وزراعة العنب في كاليفورنيا من حيث الكمية مع إنتاج وزراعة العنب في بوردو. ساعد حكم عام 1976 لتذوق النبيذ في باريس على دفع كابيرنت ساوفيجنون في كاليفورنيا إلى المسرح الدولي عندما تغلب مصنع أقبية نبيذ قفزة الأيل عام 1973 على نبيذ كابيرنت ساوفيجنون الموجود في منطقة ستاغز ليب.
في الثمانينيات من القرن الماضي، انتشر وباء جديد من نبات الفيلوكسيرا في ولاية كاليفورنيا، أدى إلى تدمير العديد من مزارع الكروم، التي كانت بحاجة إلى إعادة الزراعة. كان هناك بعض التكهنات بأن مزارع العنب في كابيرنت سيتم إعادة زرعتها بأصناف أخرى مثل تلك الخارجة من حركة رون رينجرز، لكن في الواقع تضاعفت مزارع كابيرنت ساوفيجنون في كاليفورنيا بين عامي 1988 و 1998، العديد من مناطق النبيذ مثل وادي نابا شمال يونتفيل ووادي ألكسندر سونوما، يسيطر عليها صنف كابيرنت ساوفيجنون بالكامل تقريبا. كما بدأت في الحصول على موطئ قدم في وادي دراي كريك وجبل سونوما ومقاطعة ميندوسينو. أظهر كابيرنت من مقاطعة سونوما ميلا لإبراز أوراق اليانسون والزيتون الأسود بينما تتميز كابرنيتس مقاطعة نابا بنكهات الفاكهة السوداء القوية.
في ولاية كاليفورنيا، يتمثل اختلاف الأسلوب الرئيسي في كابيرنت ساوفيجنون بين مزارع الكروم الواقعة على التلال والجبال الموجودة في التضاريس المسطحة مثل أرضيات الوادي أو بعض مناطق الوادي الأوسط. مزارع الكروم الواقعة على سفح التل في منطقة جبل الماس، جبل هويل، جبل فيدر، سبرينغ ماونتن ديستريكت، الموجودة في نابا، لديها تربة أرق وأقل خصوبة تنتج عنب أصغر مع نكهات أكثر كثافة، تذكرنا بنبيذ بوردو الذي يتطلب سنوات من التعتيق حتى ينضج. كما أن الإنتاج أقل بكثير، عادة ما تكون في حدود من 1 إلى 2 طن لكل فدان على عكس الكمية التي يمكن إنتاجها في أراضي الوادي الأكثر خصوبة حيث تنتج من 4 إلى 8 طن. تميل الخمور المنتجة من مزارع الكروم على سفح الجبل إلى أن تتميز بألوان حبر عميقة ورائحة التوت القوية. يوجد في جميع أنحاء كاليفورنيا العديد من مناطق النبيذ التي لديها القدرة على نمو كابيرنت ساوفيجنون إلى النضج الكامل وإنتاج نبيذ فاكهي كامل الجسم بمستويات كحول أعلى بانتظام من متوسط بوردو من 12 إلى 13 في المئة وغالبا ما يزيد عن 14 في المئة.
في كاليفورنيا، استخدام البلوط في صناعة كابيرنت ساوفيجنون له تاريخ طويل، حيث يفضل العديد من المنتجين استخدام براميل البلوط الجديدة المكونة بشكل كبير من خشب البلوط الأمريكي. بعد الاتجاه غير الناجح في أوائل الثمانينيات لإنتاج المزيد من أنواع النبيذ الصديقة للطعام، مع نضج أقل وتأثير أقل من خشب البلوط، تحول تركيز صانعي النبيذ مرة أخرى إلى تأثير البلوط، لكن المنتجين كانوا أكثر ميلا للحد من استخدام براميل البلوط وتخفيفه، مع تحول العديد من المنتجين إلى خشب البلوط الفرنسي أو مزيج من براميل البلوط الجديدة والقديمة.

### ولاية واشنطن

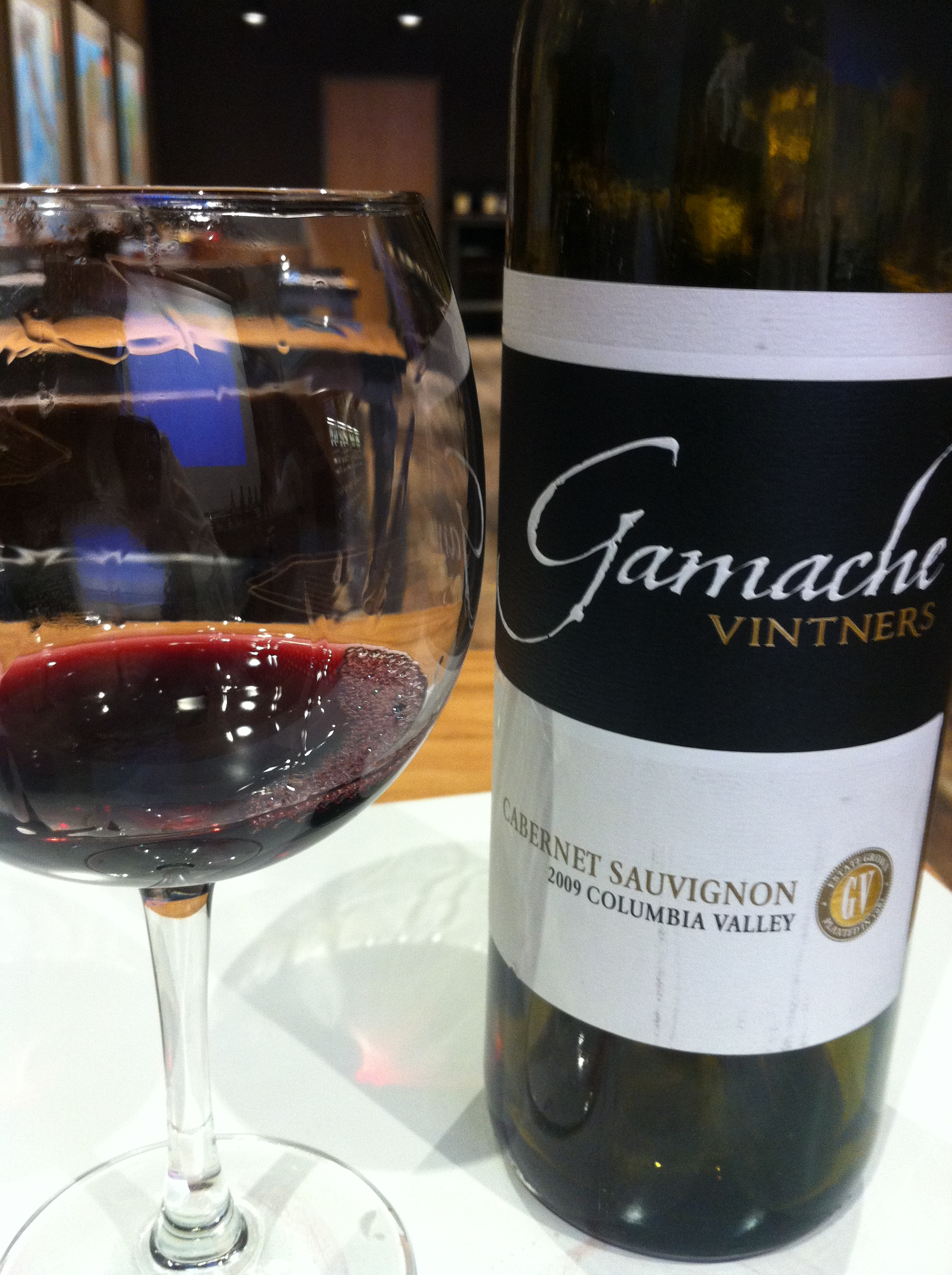
زجاجة كابيرنت ساوفيجنون في واشنطن.

كابيرنت ساوفيجنون هو أكثر أنواع العنب الأحمر زراعة على نطاق واسع في ولاية واشنطن. وفقا للجنة النبيذ بولاية واشنطن، يوجد كابيرنت ساوفيجنون بشكل عام في المواقع الأكثر دفئا في وادي كولومبيا. تعتبر مزارع الكروم من المزارع المختارة للمزارعين بسبب سيقانها القوية ومقاومتها للصقيع الشتوي البارد السائد في شرق واشنطن. يتميز نبيذ كابيرنت ساوفيجنون المزروع في واشنطن بثماره وأساليب الشرب السهلة التي لا تفرط في حمض التانيك. تشمل مناطق زراعة العنب الأمريكية الحديثة بواشنطن التي شهدت بعض النجاح مع كابيرنت ساوفيجنون، الجبل الأحمر ووادي والا والا وأجزاء من وادي ياكيما بالقرب من منطقة المدن الثلاث.

#### أماكن أخرى في الولايات المتحدة
في ولاية أوريغون، توجد كميات صغيرة من كابيرنت ساوفيجنون المزروعة في المناطق الجنوبية الأكثر دفئا من وديان أمبكوا والمارقة.
في القرن الماضي، بدأ تطوير صناعات النبيذ في أريزونا ونيويورك وأوهايو وتكساس وفيرجينيا، لا سيما في تكساس هيل كنتري ونورث فورك في لونغ آيلاند. في جميع أنحاء الولايات المتحدة، يتم تصنيع كابيرنت ساوفيجنون بكل الأساليب المتنوعة والممزوجة. في ظل النظام الأمريكي، يمكن أن تحتوي مجموعة كابيرنت ساوفيجنون المتنوعة على ما يصل إلى 25 في المئة من العنب الآخر.

### أمريكا الجنوبية

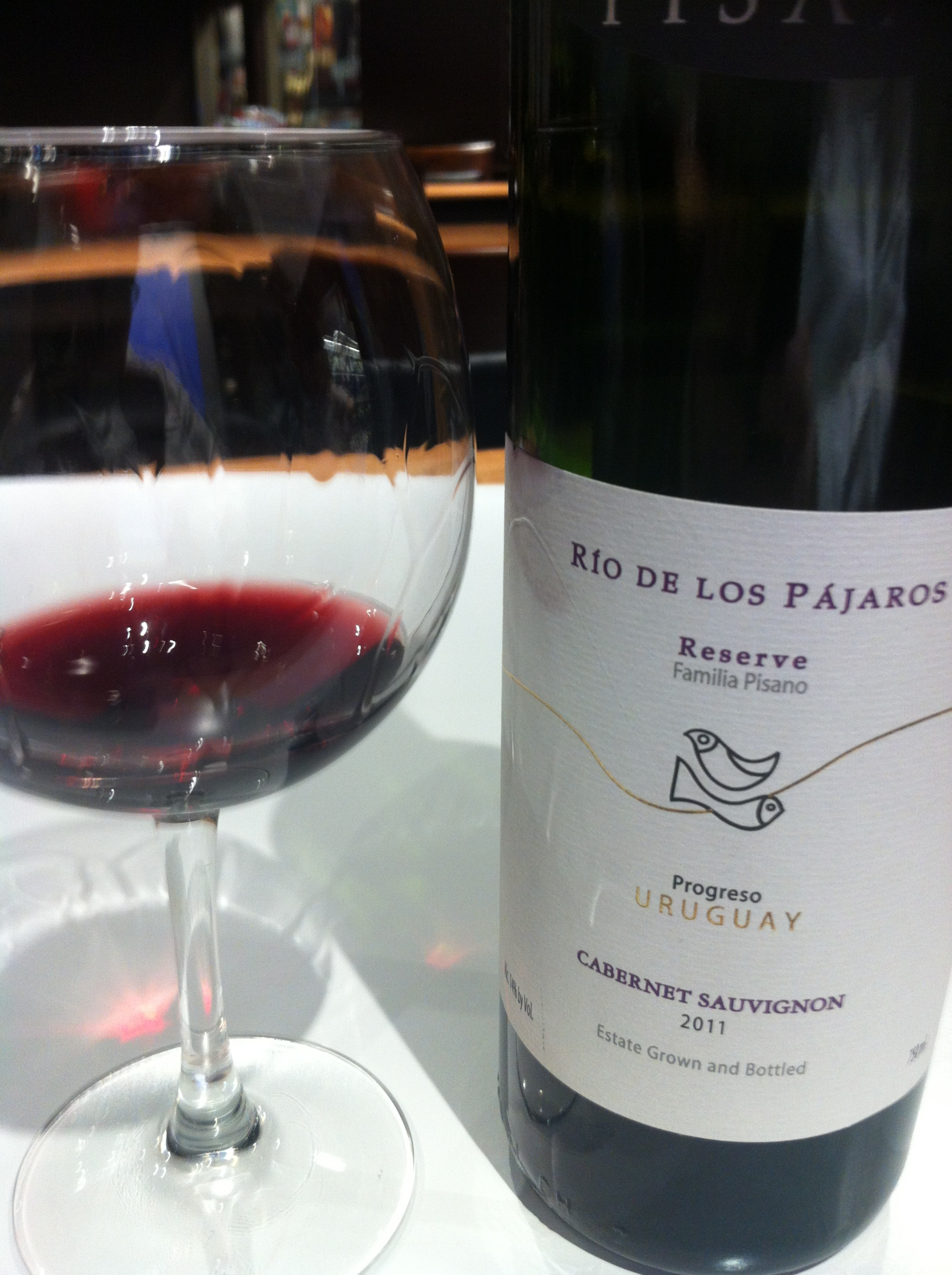
كابيرنت ساوفيجنون من الأوروغواي.

يزرع كابيرنت ساوفيجنون في كل ولايات أمريكا الجنوبية تقريبا بما في ذلك تشيلي وبوليفيا والبرازيل وبيرو وأوروغواي. في تشيلي، كانت الخمور محدودة تاريخيا بسبب المحاصيل العالية المفرطة التي كانت شائعة في جميع أنحاء البلاد. عندما بدأ المنتجون في التركيز على حد المحصول، بدأت الاختلافات الإقليمية في الظهور التي ميزت كابيرنيتس التشيلية. بالنسبة لمزارع الكروم على طول وديان الأنهار المسطحة، فإن مناخ المنطقة هو أهم اعتبار، مع انتقال المزروعات إلى ارتفاعات أعلى وعلى طول سفوح التلال، فإن نوع التربة يمثل مصدر قلق أكبر. نبيذ منطقة أكونكاجوا مشهور بثماره الناضجة ولكن هيكله مغلق ومحكم يحتاج إلى بعض الوقت في الزجاجة لتطويره.
في وادي نابو، يتميز نبيذ كابيرنت ساوفيجنون بفاكهة الكشمش الأسود المنتشرة ونوتة ترابية مغبرة. في المناطق الأكثر دفئا، مثل مقاطعة كولتشاجوا وحول منطقة كوريكو، ينضج العنب بشكل كامل، ينتج النبيذ بنكهات الفاكهة الغنية التي يمكن اعتبارها حلوة بسبب نضج الفاكهة. ستكون مستويات الحموضة في هذه الخمور أقل وسيكون العفص أكثر ليونة أيضا، مما يجعل النبيذ أكثر ملاءمة في سن أصغر.

### الأرجنتين
في الأرجنتين، لا يمزج كابيرنت ساوفيجنون مع مالبيك، باعتباره العنب الأحمر الرئيسي في البلاد ولكن أعداده في تزايد. غالبا ما تحتوي الإصدارات المتنوعة على نكهات فواكه أخف وتهدف إلى تناولها في سن صغير. يتم مزج الأمثلة الممتازة مع مالبيك وإنتاج نبيذ يحتوي على حمض التانيك مع ملاحظات الجلد والتبغ. في السنوات الأخيرة، كان هناك زيادة في زراعة كابيرنت ساوفيجنون في وادي يو سي أو في مقاطعة مندوزا، يحظى النبيذ القادم من مزارع الكروم المزروعة على ارتفاعات عالية ببعض الاهتمام الدولي.

### أستراليا

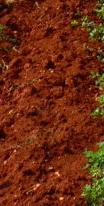
على عكس التربة القائمة على الطين الأخرى، تساهم أرض تيرا روزا الخالية من التصريف في منطقة كوناوارا الأسترالية في أسلوب فريد من نوعه في زراعة كابيرنت ساوفيجنون.

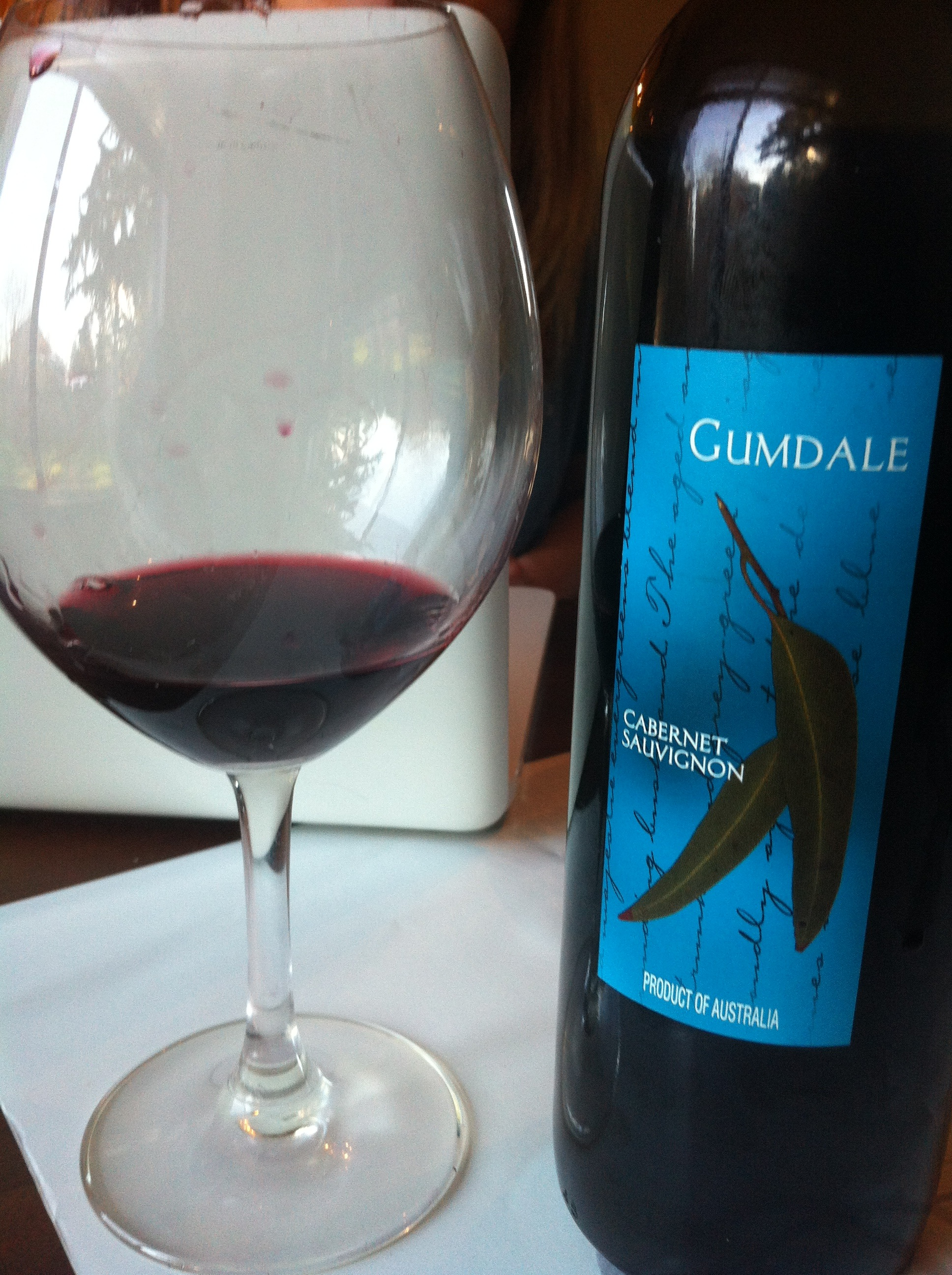
نبيذ كابيرنت ساوفيجنون الأسترالي.

في سبعينيات من القرن الماضي، جذبت منطقة كوناوارا الاهتمام الدولي لأول مرة إلى نبيذ كابيرنت ساوفيجنون الأسترالي مع نكهات الفاكهة القوية وأوراق النعناع اللطيفة. سرعان ما تبعت منطقة نهر مارغريت بالنبيذ الذي تم تنظيمه بإحكام مع ملاحظات الفاكهة السوداء الواضحة. في الثمانينيات، اتبعت أستراليا الاتجاه المعاصر في كاليفورنيا في إنتاج أنواع نبيذ أخف وزنا صديق للطعام بمستويات كحولية تتراوح بين 11 إلى 12 في المئة. يحلول أوائل التسعينيات، تغيرت الأنماط مرة أخرى للتركيز على التوازن ونضج نكهات الفاكهة. يعتبر كابيرنت ساوفيجنون أكثر ثاني أنواع عنب النبيذ الأحمر انتشارا في أستراليا بعد شيراز.
يمكن العثور عليها في العديد من مناطق النبيذ حيث يستخدم العديد من كبار المنتجين العنب من عدة ولايات. يتميز نبيذ كابيرنت ساوفيجنون الأسترالي باختلافات إقليمية ملحوظة، بالإضافة إلى أنماط النبيذ في كوناوارا ونهر مارغريت، ينتج وادي باروسا نبيذا كبيرا وكامل الجسم بينما ينتج وادي كلير نبيذا باردا مع فواكه أكثر تركيزا ونبيذ منطقة النبيذ الفيكتوري من وادي يارا تمتاز بتوازنها في الحموضة والعفص ونكهات الفاكهة.

### منتجون آخرون في العالم الجديد
منذ نهاية الفصل العنصري، كانت صناعة النبيذ في جنوب إفريقيا تعمل على إعادة تأسيس نفسها في أسواق النبيذ العالمية مع العديد من المناطق التي تروج بنشاط نبيذ كابيرنت ساوفيجنون. عنب كابيرنت ساوفيجنون الأحمر اليوم هو الأكثر انتشارا في جنوب إفريقيا. يتم إنتاجه في كل من الأنماط المتنوعة والمخلوطة، يفضل بعض المنتجين مزيج بوردو، بينما يتبع البعض الآخر المثال الأسترالي للمزج. تم إنتاج الأمثلة المبكرة من كابيرنت ساوفيجنون في جنوب إفريقيا عن طريق زراعة العنب في مواقع مزارع الكروم التي كانت أكثر برودة من المثالية، مما أدى إلى إنتاج نبيذ عشبي للغاية مع إنتاج نكهة الفلفل الأخضر. في منتصف التسعينيات، كان هناك تركيز أكبر على الحصاد عند النضج الكامل، تم إدخال مستنسخات جديدة تنتج ثمارا أكثر نضجا. مع تقدم عمر الكروم وتحديد مواقع مزارع الكروم الأفضل، بدأت انماط كابيرنت ساوفيجنون الإقليمية في الظهور بين جنوب أفريقيا. تشتهر منطقة ستيلينبوش بالنبيذ الثقيل الكامل الجسم بينما يتميز نبيذ كونستانتيا بنكهته العشبية ونكهة النعناع.
في نيوزيلندا، المناخ غير موحد لذا يجب العثور على مناطق لزراعة النبيذ مناسبة لإنتاج كابيرنت ساوفيجنون. معظم الصناعة في نيوزيلندا تركز على الجزيرة الشمالية. منطقة خليج هوكس هي أول من بذل جهدا كبيرا في إنتاج كابيرنت ساوفيجنون، لكن المناخ البارد للمنطقة، إلى جانب الإنتاجية العالية والتربة الغرينية الخصبة، أدى إلى إنتاج النبيذ الذي لا يزال يتميز بالنكهات الخضراء والنباتية القوية. التركيز الإضافي على إدارة المظلة، يمنح العنب مزيدا من ضوء الشمس لينضج عن طريق إزالة أوراق الشجر الزائدة، يجمع الجذر المنخفض النشط مع التقليم لتحقيق عوائد أقل لتبدأ في تحقيق نتائج أفضل. يخلط العنب أحيانا مع ميرولت لتعويض المناخ والتيروير. ظهرت مناطق أخرى في نيوزيلندا مع تركيز متجدد على إنتاج كابيرنت ساوفيجنون النيوزلندي المميز.
بدأ كل من جيمبليت ومناطق هافلوك الشمالية في خليج هوكس، مع تربة الحصى الدافئة، في جذب الانتباه وكذلك جزيرة وايهيكي بالقرب من أوكلاند. بشكل عام، يخلف عنب كابيرنت ساوفيجنون كثيرا عن بينوت نوير في مزارع العنب الأحمر في نيوزيلندا.

## الشعبية والنقد
في القرن الماضي، تمتع عنب كابيرنت ساوفيجنون بشعبية كبيرة كواحد من أنواع العنب النبيلة في عالم النبيذ. تم بناءه جزئيا على نجاحه التاريخي في بوردو وكذلك مناطق النبيذ في العالم الجديد مثل كاليفورنيا وأستراليا، تعتبر زراعة العنب خيارا قويا في أي منطقة نبيذ دافئة بدرجة حرارة كافية لزراعتها. أصبح كابيرنت ساوفيجنون بين المستهلكين نبيذا مألوفا ساعد في سهولة الوصول إليه وجاذبيته حتى من مناطق النبيذ والمنتجين. في الثمانينيات، كانت صناعة النبيذ البلغارية مدفوعة إلى حد كبير وإدخالها إلى سوق النبيذ الدولي من خلال نجاح نبيذ كابيرنت ساوفيجنون. ساهمت الشعبية الواسعة لبوردو في انتقاد صنف العنب لدوره كعنب مستعمر، حيث يتم زراعته في مناطق النبيذ الجديدة والناشئة على حساب التركيز على أصناف العنب المحلية الفريدة. بعض المناطق مثل البرتغال مع وفرة أصناف العنب المحلية، تجاهلت إلى حد كبير كابيرنت ساوفيجنون في سعيها لتجديد صناعة النبيذ إلى ما بعد إنتاج الميناء.

## أنماط النبيذ

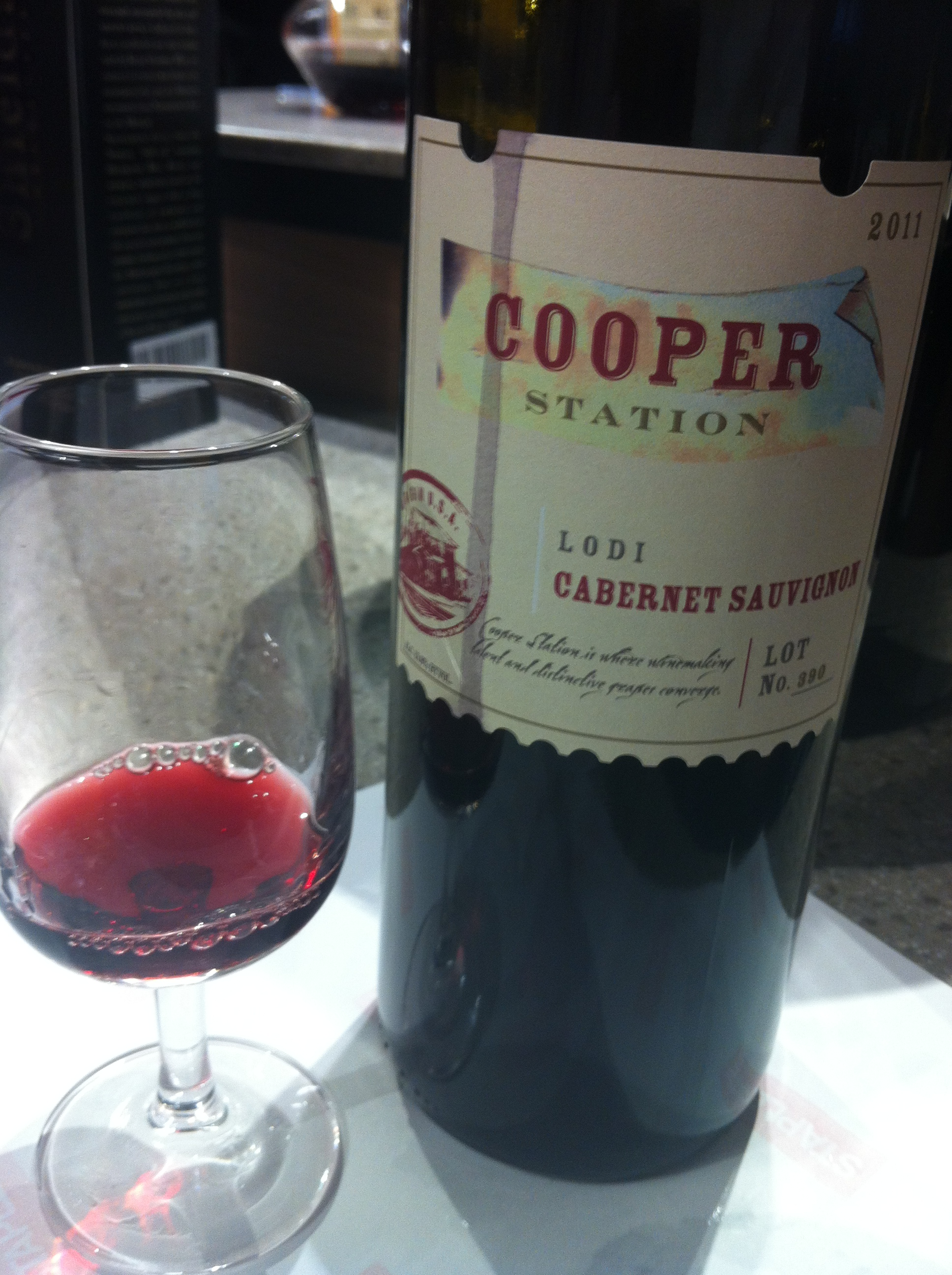
كابيرنت ساوفيجنون بنكهات مختلفة.

يتأثر أسلوب كابيرنت ساوفيجنون بشدة بنضج العنب عند الحصاد. عندما يكون العنب أكثر على الجانب غير الناضج، فإن العنب غني بالبيرازين وستظهر نكهة الفلفل الأخضر والنكهات النباتية. عندما يتم حصاد العنب مفرط النضج، يمكن أن تكون نكهة النبيذ تشبه نكهة المربى وقد يكون له رائحه الكشمش الأسود المطهي. يختار بعض صانعي النبيذ حصاد عنبهم عند مستويات نضج مختلفة من أجل دمج هذه العناصر المختلفة وربما إضافة طبقة من التعقيد إلى النبيذ. عندما يكون كابيرنت ساوفيجنون قليل النضج، يظهر النبيذ عادة نكهات فواكه قوية من الكرز الأسود والبرقوق. تعتبر رائحة الكشمش الأسود واحدة من أكثر العناصر المميزة في كابيرنت ساوفيجنون الموجودة تقريبا في كل نمط من أنواع النبيذ في جميع أنحاء العالم. قد تحتوي الأنماط من مختلف المناطق والمنتجين أيضا على روائح الأوكالبتوس والنعناع والتبغ. مع تقدم عمر الخمور، يمكنهم أحيانا تطوير الروائح المرتبطة بالأرز والسيجار ونشارة القلم الرصاص. بشكل عام، تحتوي أمثلة العالم الجديد على ملاحظات فاكهية أكثر وضوحا بينما نبيذ العالم القديم يمكن أن يكون أكثر صرامة مع الملاحظات الترابية المتزايدة.

### التعتيق
في القرنين التاسع عشر والعشرين، بني جزء كبير من شهرة كابيرنت ساوفيجنون على قدرتها على التقدم في العمر والتطور في الزجاجة. بالإضافة إلى تليين بعض العفص المتقشف، حيث يمكن أن تظهر نكهات وروائح جديدة مع تقدم النبيذ وتضاف إلى تعقيد النبيذ. من الناحية التاريخية، كانت هذه سمة تميز بها بوردو مع بعض الأمثلة المتميزة في أنواع النبيذ المفضلة التي لديها القدرة على الاستمرار لأكثر من قرن، لكن المنتجين في جميع أنحاء العالم طوروا أساليب يمكن أن تتقدم في العمر وتتطور لعدة عقود. حتى مع القدرة على التقدم في العمر، لا يزال من الممكن الوصول إلى بعض نبيذ كابيرنت ساوفيجنون بعد سنوات قليلة من صنع الخمر. في بوردو، يميل العفص في النبيذ إلى التليين بعد عشر سنوات ويمكن أن تستمر عادة لعقد آخر على الأقل. أحيانا يكون الاعتماد على المنتج والخمر. يحتاج بعض من نبيذ كابيرنت ساوفيجنون الإسباني والإيطالي إلى وقت مماثل لوقت بوردو للتطوير ولكن معظم الأمثلة تصنع عادة للشرب في وقت مبكر.
في حين أن نيو وورلد كابيرنيتس تتميز بأنها صالحة للشرب في وقت أبكر من بوردو، فإن المنتجين المتميزين مثل نبيذ كاليفورنيا سينتجون النبيذ الذي يحتاج إلى وقت للتقدم في العمر ويمكن أن يتطور لمدة تتراوح من عقدين إلى ثلاثة عقود. بشكل عام، من المفترض أن تكون غالبية كابيرنت ساوفيجنون في كاليفورنيا، تكون مدتها عامين فقط في الزجاجة ولكن لا يزال بإمكانها التحسن أكثر بمرور الوقت. نبيذ كابيرنت ساوفيجنون الأسترالي المتميز أيضا يحتاج إلى ما لا يقل عن عشر سنوات للتطوير على الرغم من سهولة الوصول إلى العديد منها بعد عامين وإلى خمسة أعوام. يقصد من نبيذ نيوزيلندا أن يستهلك في مدة قليلة، غالبا ما يحافظ على نكهته العشبية الخضراء حتى مع تقدم عمر الزجاجة الممتد. يتمتع عنب كابيرنت ساوفيجنون في أمريكا الجنوبية بنكهات فواكه واضحة جدا عندما تكون صغيرة، ستحافظ أفضل الأمثلة على بعض هذه النكهات مع تقدم العمر. تميل خمور جنوب أفريقيا إلى تفضيل المزيد من أنماط العالم القديم وتتطلب عادة الشيخوخة من ست إلى ثماني سنوات قبل أن تبدأ في تطوير المزيد من النكهات.

## الاقتران بالطعام

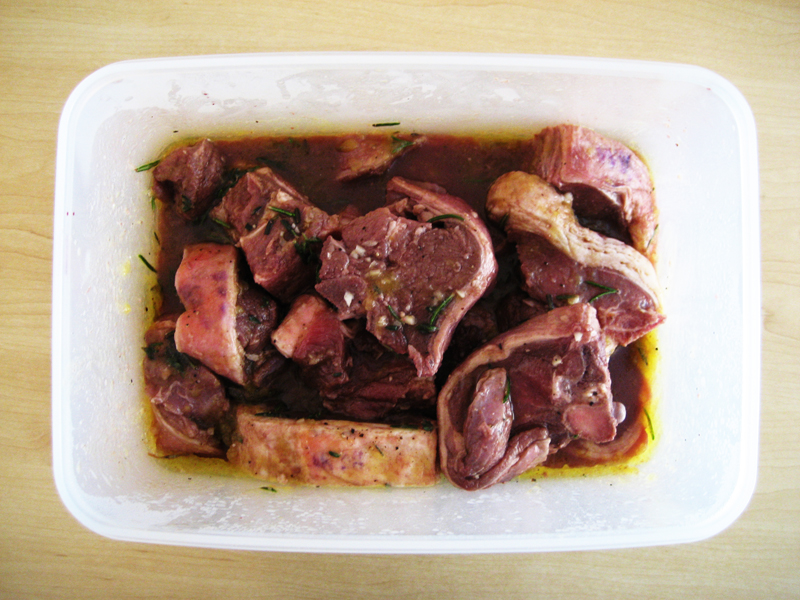
تقترن اللحوم الحمراء الدهنية، مثل لحم الضأن، جيدًا مع كابيرنت ساوفيجنون نظرًا لقدرة البروتينات والدهون على إبطال بعض صفات التانيك في النبيذ.

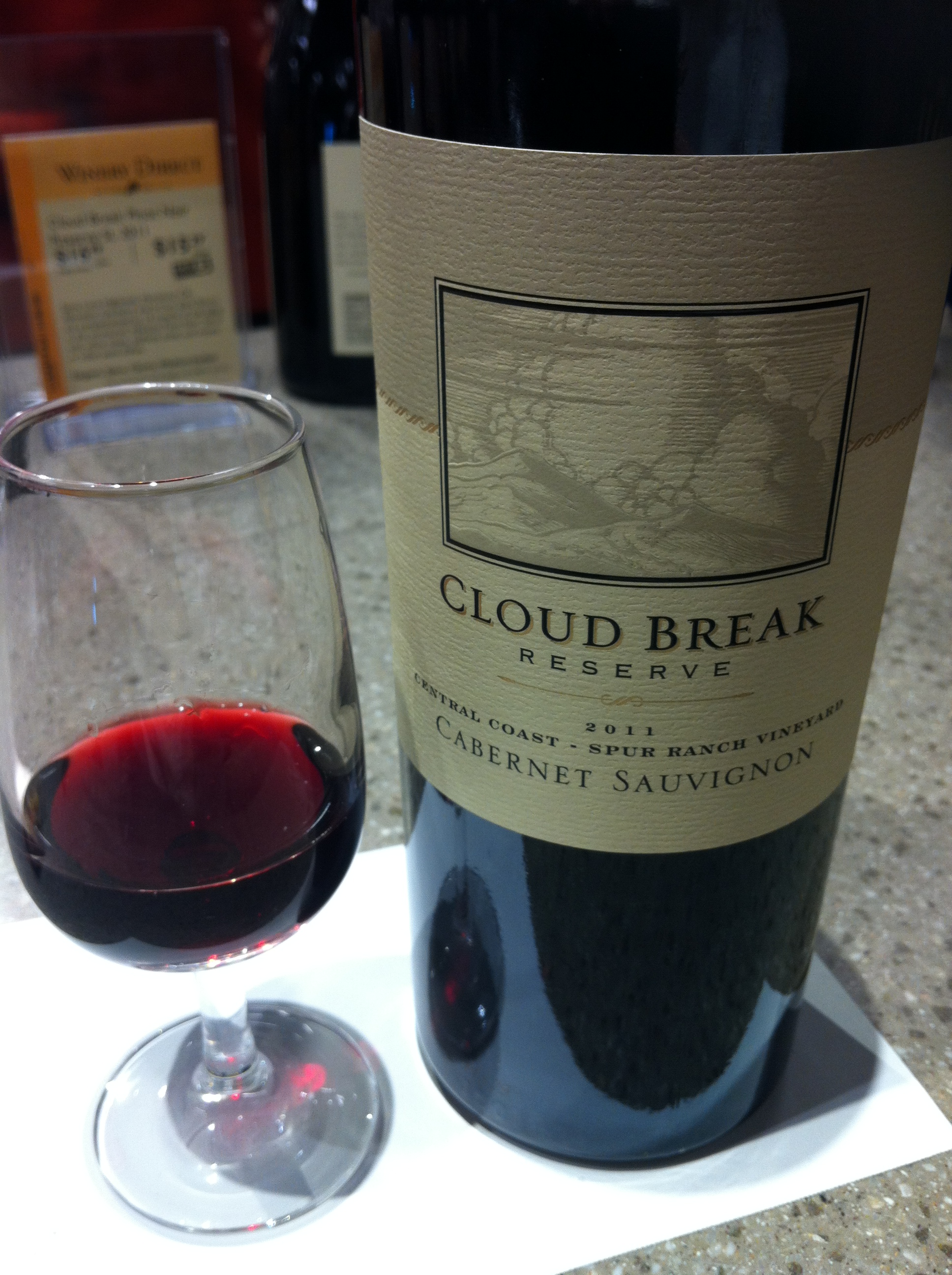
كابيرنت ساوفيجنون في كاليفورنيا.

كابيرنت ساوفيجنون هو نبيذ جريء وحازم للغاية لديه القدرة على التغلب على الأطباق الخفيفة والحساسة. يلعب المحتوى العالي من حمض التانيك في النبيذ بالإضافة إلى تأثيرات البلوط ومستويات الكحول العالية المرتبطة بالعديد من الأساليب الإقليمية أدوارا مهمة في التأثير على مدى تطابق النبيذ مع الأطعمة المختلفة. عندما يكون كابيرنت ساوفيجنون صغيرا، تكون كل هذه العناصر في ذروتها، لكن مع طول عمر النبيذ فإن كل هذه العناصر تذوب. في معظم الحالات، تعتبر مطابقة الوزن للنبيذ مع ثقل الطعام هو أحد الاعتبارات المهمة. لا يقترن كابيرنت ساوفيجنون الذي يحتوي على مستويات عالية من الكحول بشكل جيد مع الأطعمة الحارة بسبب ارتفاع مستويات الكابسيسينات الموجودة في التوابل مثل الفلفل الحار الذي يعززه الكحول مع الحرارة التي تزيد من مرارة العفص. التوابل الأكثر اعتدالا، مثل الفلفل الأسود، تتزاوج بشكل أفضل نظرا لقدرتها على تقليل إدراك العفص، كما هو الحال في أزواج كابيرنت ساوفيجنون الكلاسيكية مع شرائح اللحم وتونة آهي المقشرة بالفلفل.
تقلل الدهون والبروتينات من الشعور بالعفص في الفم البشري. عندما يقترن كابيرنت ساوفيجنون بشريحة لحم أو أطباق صلصة كريمة الزبدة الثقيلة، يتم تحديد العفص، مما يسمح بظهور ثمار النبيذ بشكل ملحوظ. في المقابل، فإن النشويات مثل المكرونة والأرز سيكون لها تأثير ضئيل على العفص. يمكن أيضا موازنة مرارة العفص عن طريق استخدام الأطعمة المرة، مثل الراديكيو والاندفايف أو بطرق الطهي التي تتضمن التفحم مثل الشواء. مع تقدم عمر النبيذ وتناقص العفص، ستقترن الأطباق الأكثر رقة والأقل مرارة مع كابيرنت ساوفيجنون. يمكن مطابقة تأثيرات البلوط للنبيذ مع طرق الطهي التي لها تأثيرات مماثلة على الطعام مثل الشواء والتدخين والتحميص الخشبي. الأطباق التي تحتوي على نكهات متأثرة بالبلوط توجد عادة في كابيرنت ساوفيجنون مثل عشبة الشبت والسكر البني وجوزة الطيب والفانيليا، يمكن أيضا أن تقترن جيدا.
يمكن أن تؤثر أنماط كابيرنت ساوفيجنون المختلفة من مناطق مختلفة أيضا على مدى توافق النبيذ مع أطعمة معينة. يتمتع نبيذ العالم القديم، مثل بوردو، بتأثيرات أرضية وستكون أفضل مع عيش الغراب. يمكن موازنة النبيذ من المناخات الباردة التي تحتوي على ملاحظات نباتية ملحوظة مع الخضار. نبيذ نيو وورلد، مع نكهات الفاكهة الأكثر جرأة التي قد ينظر إليها على أنها حلوى، سوف تتماشى جيدا مع الأطباق الأكثر جرأة التي لها الكثير من تأثيرات النكهة المختلفة. في حين أن كابيرنت ساوفيجنون لديه القدرة على الاقتران بشكل جيد مع الشوكولاتة الداكنة المرة، إلا أنه لن يتوافق بشكل جيد مع الأنماط الأكثر حلاوة مثل شوكولاتة الحليب. يمكن أن يقترن النبيذ بشكل جيد مع مجموعة متنوعة من الجبن، مثل الشيدر والموزاريلا والبري،
لكن الجبن الكامل النكهة أو الجبن الأزرق يتنافس كثيرا مع نكهات كابيرنت ساوفيجنون لتكون زوجا مكملا.

## الفوائد الصحية
في أواخر عام 2006، نشر اتحاد الجمعيات الأمريكية للبيولوجيا تجريبية نتيجة دراسات أجريت في كلية الطب في إيكان في جبل سيناء والتي أظهرت العلاقة المفيدة للريسفيراترول، هو مركب موجود في جميع أنواع النبيذ الأحمر، يساعد في تقليل عوامل الخطر المرتبطة مرض الزهايمر. أظهرت الدراسة أن ريسفيراترول الموجود في كابيرنت سوفيجنون يمكن أن يقلل من مستويات ببتيدات أميلويد بيتا، التي تهاجم خلايا الدماغ وتشكل جزءا من مسببات مرض الزهايمر. كما ثبت أن ريسفيراترول يعزز إزالة ببتيدات أميلويد بيتا. ثبت أيضا أن المستخلصات غير الكحولية من كابيرنت ساوفيجنون تحمي الفئران المصابة بارتفاع ضغط الدم أثناء نقص تروية الدم وضخه.

## وصلات خارجية
- عنب كابيرنت ساوفيجنون.
- كابيرنت ساوفيجنون.
- زراعة الكروم